# Histoire de Taïwan

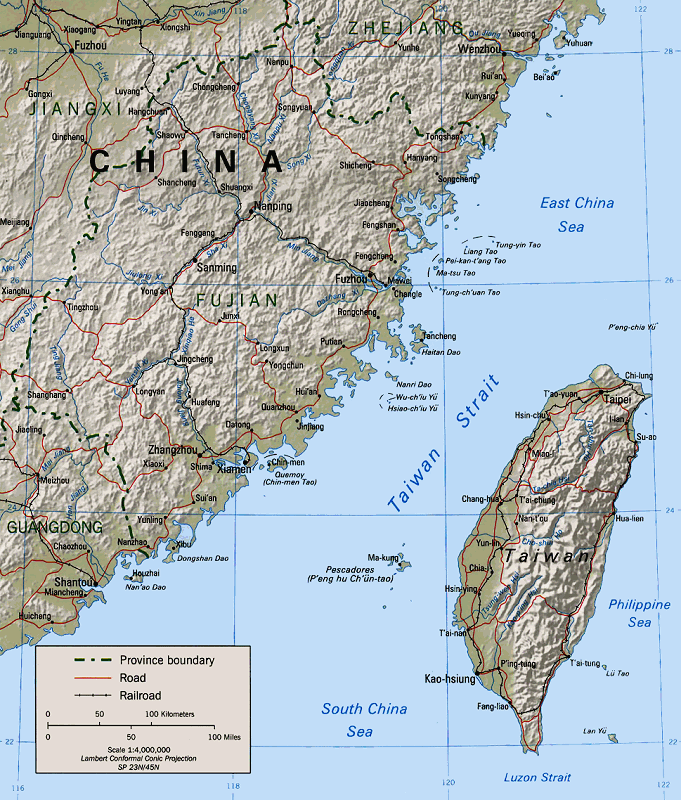
Détroit de Taïwan

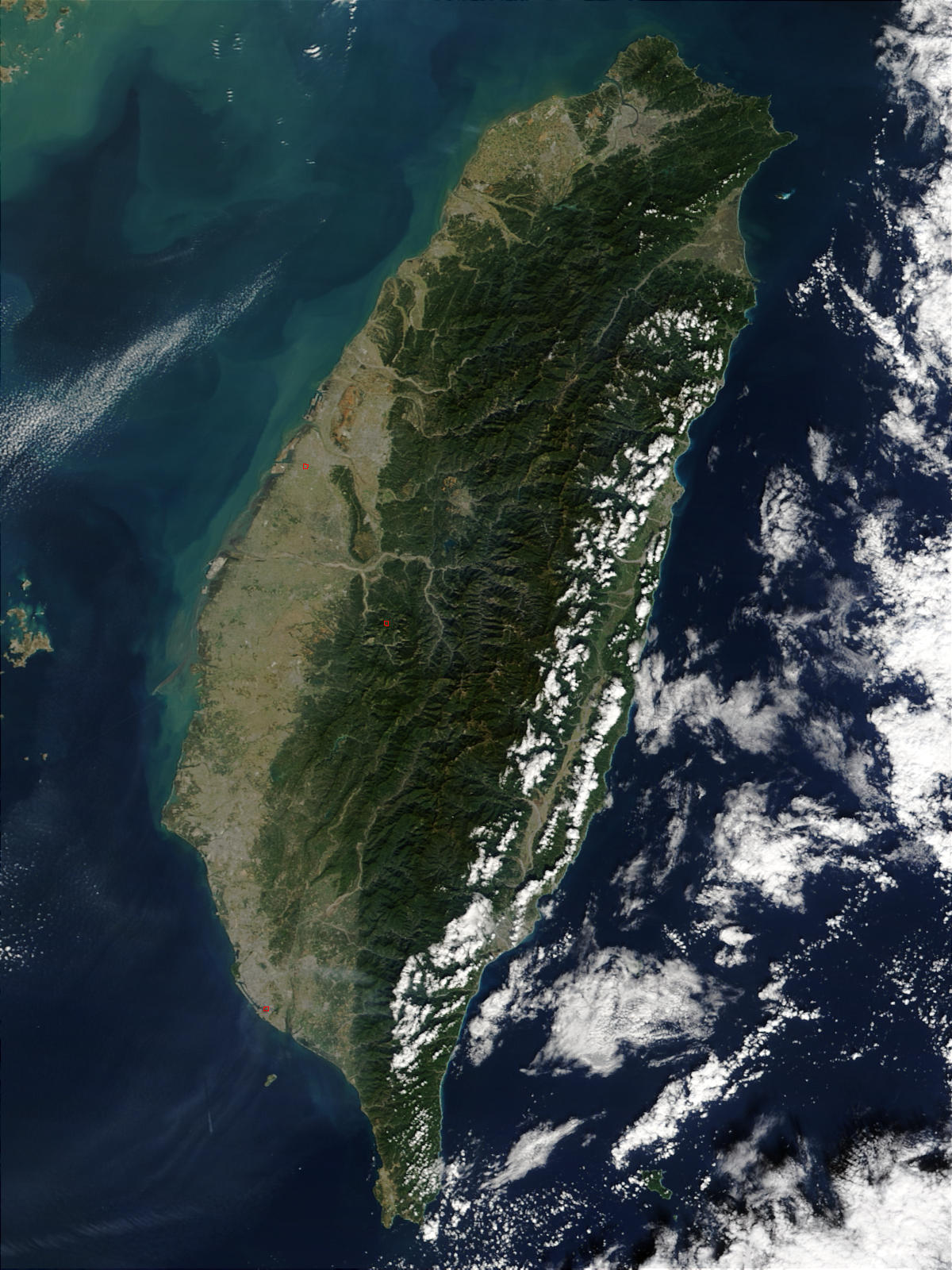
Image satellitaire, 2002

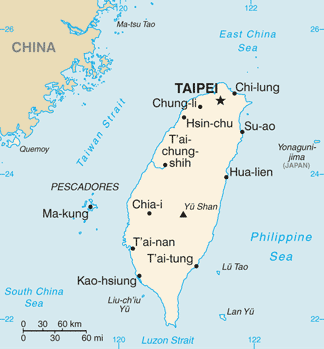
Carte CIA

L'histoire de Taïwan remonte à la Préhistoire, vers 30000 av. J.-C. (homme de Zuozhen). Il y a environ 18 000 ans, la fonte des glaces sépare cette petite chaîne de montagnes du continent et en fait l'île de Taïwan.
Différents groupes proto-Austronésiens, de la culture de Hemudu en provenance de la baie de Hangzhou, ancêtres des actuels Aborigènes, s'y installent à partir de 4000 av. J.-C. Ils assimilent et remplacent alors les anciennes populations du Pléistocène,.
Des archives de la Chine ancienne indiquent que les Hans auraient eu connaissance de l'existence de Taïwan depuis l'époque des Trois Royaumes de Chine (IIIe siècle); cependant, cette hypothèse est difficile à valider car les noms donnés aux îles au large de la Chine diffèrent d'une dynastie à l'autre, et aucun n'est directement raccordable à Taïwan.
En Europe, elle est d'abord remarquée par des marins portugais qui lui donnent le nom de Formose (formosa, « belle ») sous lequel elle sera connue en Occident jusqu'au XXe siècle. Taïwan est réellement confrontée à l'Occident au XVIIe siècle, lorsque les Hollandais colonisent une partie de l’île, christianisent une partie de la population aborigène et créent une écriture pour le siraya (langue aborigène qui était parlée dans la région de Tainan). Ils en seront chassés par Koxinga, un loyaliste Ming hostile à la dynastie Qing. En 1683, les Mandchous (dynastie Qing) prennent le contrôle de l'île et mettent fin au règne des Zheng. Après sa défaite face au Japon en 1895 lors de la première guerre sino-japonaise (1894-1895), la Chine signe le Traité de Shimonoseki par lequel elle doit céder Taïwan à l'empire du Japon. Cette colonisation s'accompagne d'une certaine ségrégation, mais également d'une japonisation-assimilation de la population, et de l'industrialisation de l'île. Lors de la défaite de 1945, le Japon remet Taïwan à l'ONU, qui en confie la stabilisation à la république de Chine, des troupes chinoises du Kuomintang viennent donc reprendre rapidement le contrôle de l'île, avec le soutien des États-Unis. En 1949-1950, les nationalistes du Kuomintang, à la suite de leur défaite dans la guerre civile chinoise (1927-1950), fuient l'Armée populaire de libération. Deux millions de Chinois du continent, en majorité des troupes, s'établissent sur l'île de Taïwan avec l'ambition de reprendre le continent au Parti communiste chinois. Sous l'impulsion de Tchang Kaï-chek, ils imposent l'état d'urgence et un régime de parti unique où le Kuomintang domine, et poursuivent l'industrialisation de l'île.
La démocratisation s'implante dans les années 1970 et progresse tandis que Taïwan rejoint bientôt le groupe des « pays développés ». Dans les années 1990, différents partis sont autorisés et des élections sont mises en place. Le débat politique se polarise autour de la question de l'indépendance.
Taïwan devient un géant économique après 1970 (1970-1990) et le tout premier des « quatre dragons » asiatiques, devant la Corée du Sud, Hong Kong et Singapour.

## Préhistoire

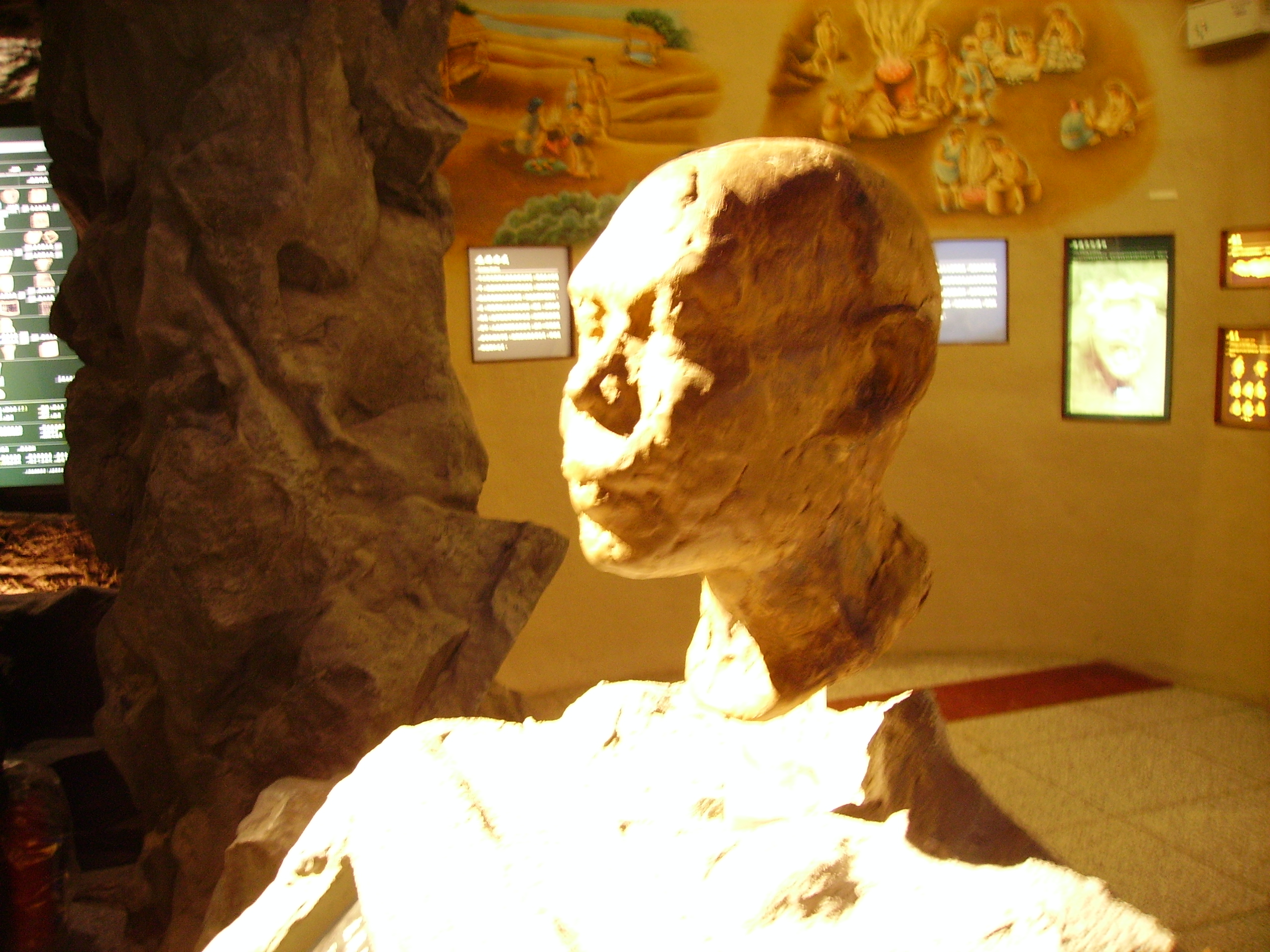
Homme de Zuozhen.

Les plus vieux restes humains retrouvés sur l'île remontent à 30 000 ans et constituent l'Homme de Zuozhen (左鎮人) venant de Kaohsiung. Cependant, les premiers habitants ne sont pas reliés génétiquement aux populations austronésiennes actuelles de l'île.
On trouve de nombreux sites archéologiques à Taïwan. La culture la plus ancienne sur l'île est celle de Changbin. C'est une culture de l'âge de pierre qui remonte à plus de 15 000 ans et aurait duré jusqu'à il y a 5 000 ans.

### Les Austronésiens
Il y a 6 000 ans (4 000 ans av. J.-C.), arrive la population de la culture de Hemudu, originaire de la baie de Hangzhou, cultivateurs de millet et de riz. Apportant leur culture et les langues austronésiennes sur l'île, ils supplantent rapidement les peuples du Pléistocène et sont les ancêtres des actuels aborigènes taïwanais,.
Selon la théorie dite Out of Taïwan ( «sortie de Taïwan» ), des groupes de Taïwan ont quitté l'île vers 2500 avant J.-C. et ont peuplé diverses régions de l'Asie du Sud-Est, où ils ont répandu les langues austronésiennes.
D’autres cultures ont également existé, comme la culture de Dapenkeng (大坌坑, dàbènkēng) qui est une culture du Néolithique et dont on trouve des traces dans le nord, dans le sud de l’île, ainsi que dans les îles Penghu (îles Pescadores).
Elle est aussi appelée « culture de la poterie cordée », car les poteries trouvées portent des motifs cordés. Dans le bassin de Taipei on trouve les restes de la culture de Yuanshan (圓山, yuánshān), de −5000 au début de l'ère chrétienne.
Sur les squelettes retrouvés on constate que les gens de cette culture pratiquaient l’extraction dentaire, cette coutume était encore pratiquée par certains groupes aborigènes actuels au début du XXe siècle.

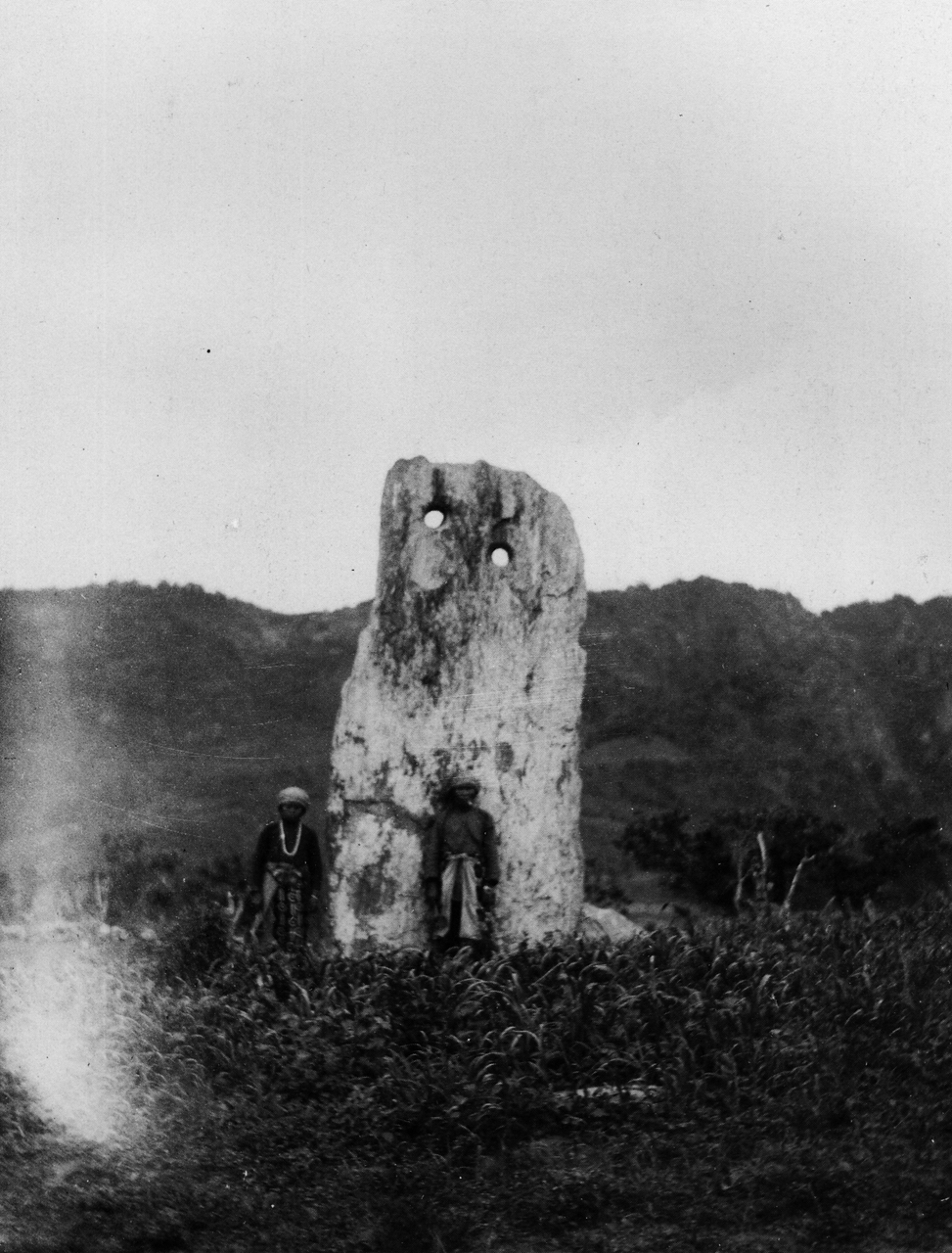
Monolithe à Beinan.

À la fin du Néolithique, deux cultures coexistent dans l'est de Taïwan : la culture de Beinan et la culture de Qilin (麒麟, qílín).
Ces deux cultures sont caractérisées par l'utilisation de dalle en pierre. La culture de Beinan (卑南鄉) utilise ces dalles pour en faire des cercueils, et la culture de Qilin (麒麟) en tant que mégalithes.
La coutume de l’extraction dentaire était aussi pratiquée au sein de cette population.
Les cultures de l'île de Taïwan n'entrent que tardivement à l’âge du fer. On retrouve plusieurs traces de différentes cultures de cette époque. Comme la culture de Shisanhang (十三行) dans le Nord de l’île, on y a retrouvé de nombreux outils en fer[pas clair]. À la même époque on trouve également d’autres cultures de l’âge de fer, la culture de Fanziyuan au centre de l’île près de la côte, la culture Niaosong (鳥松) au Sud ou la culture Jingpu sur la côte Est.
Cependant, il est difficile d'établir des liens directs entre ces cultures et les groupes aborigènes actuels.
- Préhistoire de Taïwan, culture de Dapenkeng
- Liste de sites archéologiques à Taïwan (en)

## Traces historiques
- Premiers contacts chinois avec Taiwan (en) (dès 222)
- Îles Pescadores (Penghu) : fréquentées par des Han du Sud du Fujian, dès 850
- Des officiers de la dynastie Song sont installés en 1171.
- Le navigateur-explorateur chinois Wang Dayuan (1311-1350), visite les Penghu (pêche & commerce) et Taïwan.
- En 1560, le pirate Lin Daoqian (en) (?-1580, Lim Toh Khiam, Vintoquián) est refoulé vers Taïwan.
- En 1574, le pirate Limahong (?-1575) trouve refuge à Taïwan.

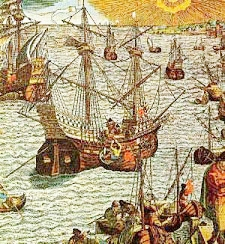
Bateaux espagnols à Taïwan, 1594
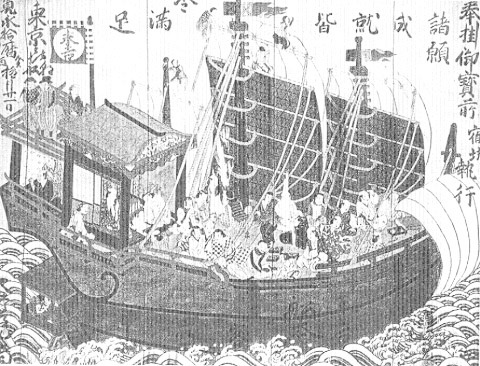
Bateaux commerciaux japonais, 1600
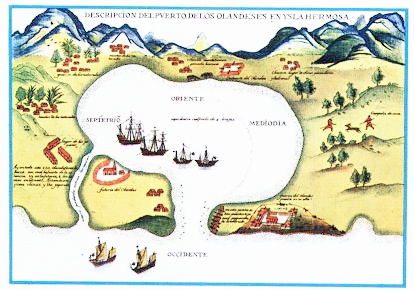
Port hollandais à Taïwan, 1626
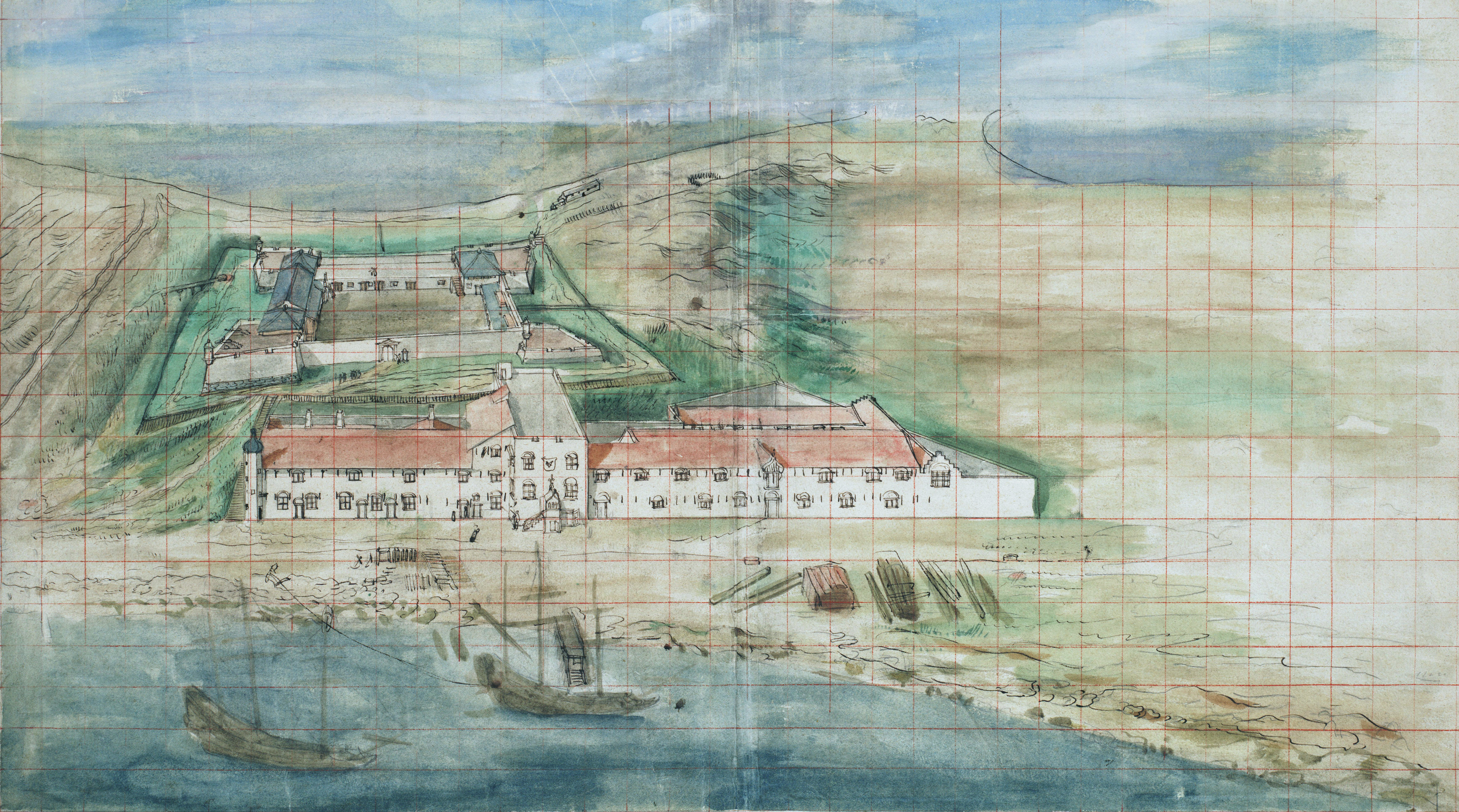
Fort néerlandais Zeelandia, 1635
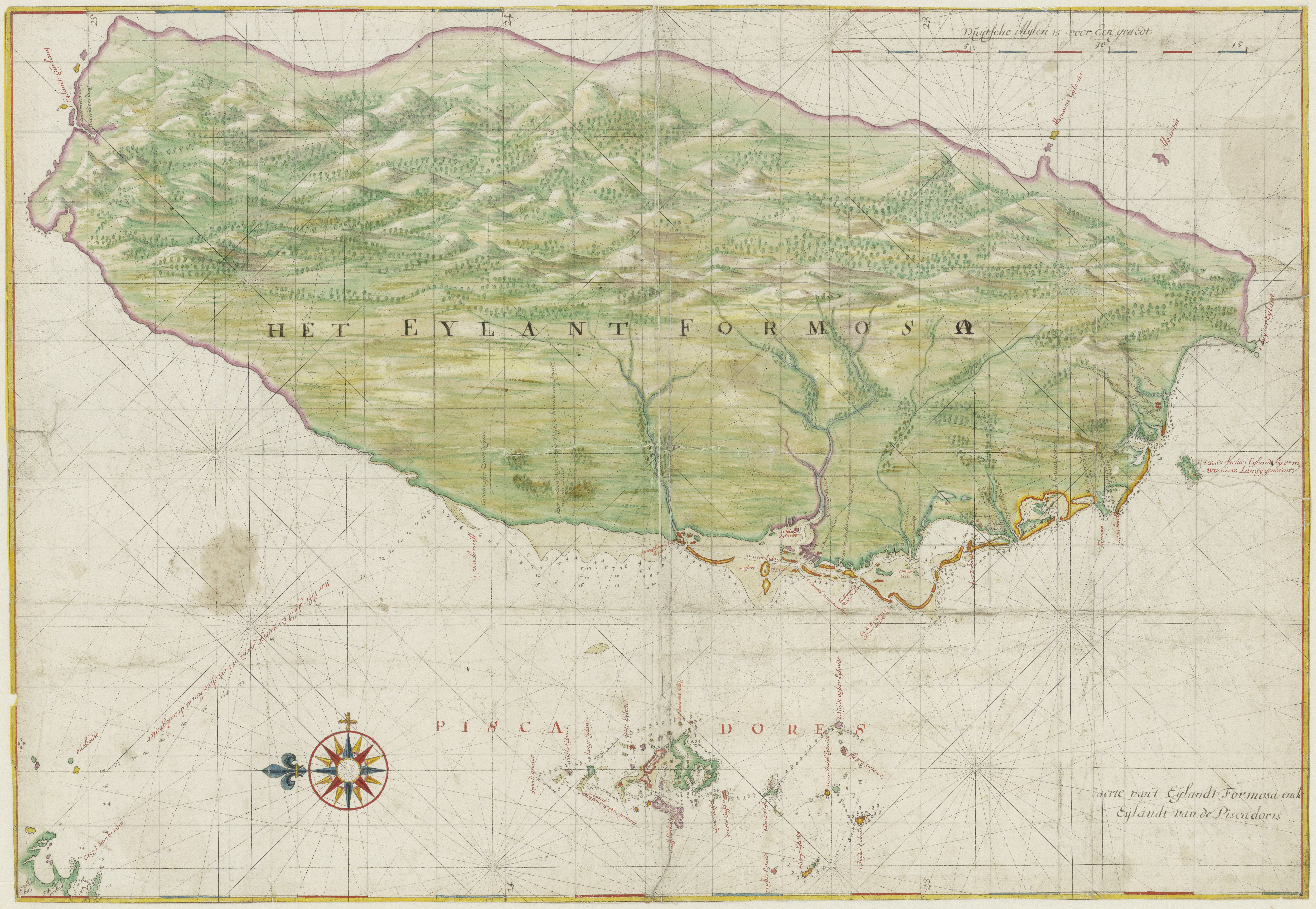
Formose et les Pescadores, Johannes Vingboons (en), ca. 1640, Nationaal Archief, La Haye

## Premiers contacts avec la Chine et établissement de communautés

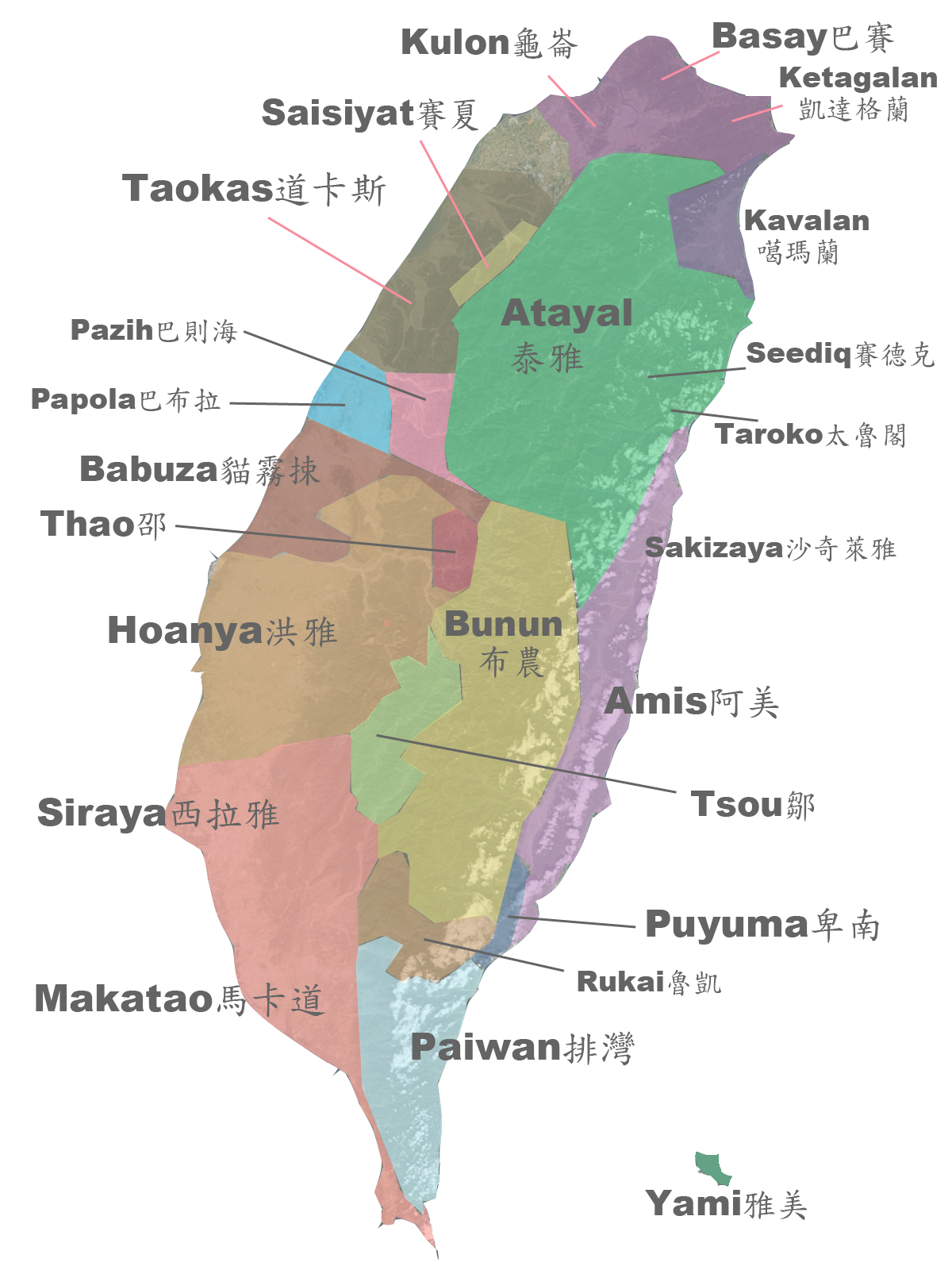
Répartition géographique des peuples autochtones taïwanais avant l'arrivée des premières communautés chinoises.

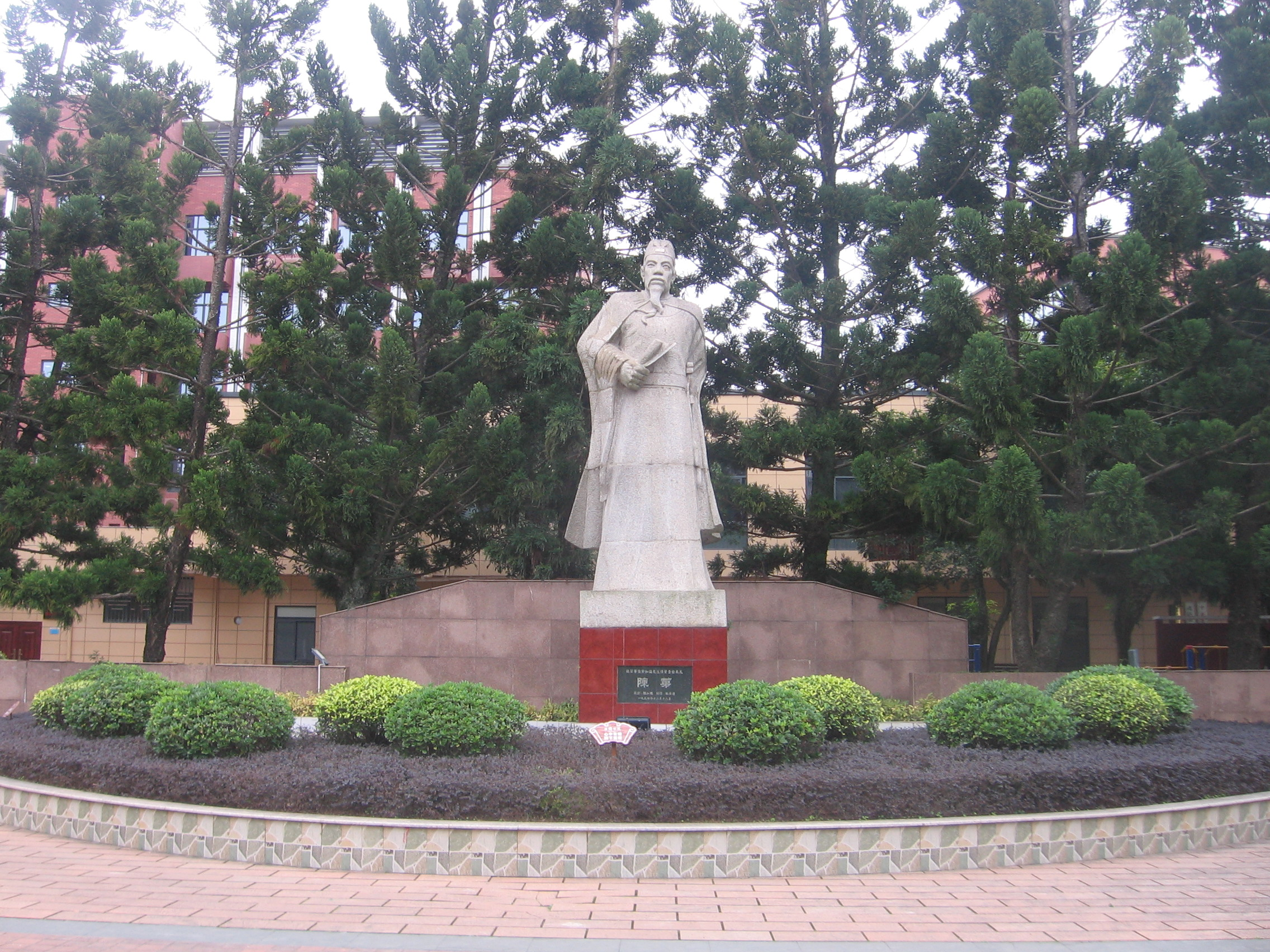
Statue de Chen Di dans le Xian de Lianjiang.

Les premières chroniques historiques chinoises font référence à des visites dans les « îles de l'Est », que certains historiens identifient à Taiwan. Des soldats du Wu, un des Trois Royaumes de la période éponyme de l'histoire de la Chine, auraient visité une île connue sous le nom de Yizhou au printemps 230. Certains érudits identifient cette île comme étant Taïwan, tandis que d'autres ne le font pas. Le Livre des Sui contient un passage indiquant que l'empereur Yangdi de la dynastie Sui envoie trois expéditions vers un lieu appelé « Liuqiu » au début du VIIe siècle. Le « Liuqiu » décrit dans le Livre des Sui produit peu de fer, n'a ni système d'écriture, ni fiscalité, ni code pénal et est gouverné par un roi. Les habitants utilisent des lames de pierre et pratiquent l'agriculture sur brûlis. Plus tard, le nom Liuqiu (dont les caractères sont lus « Ryukyu » en japonais) est utilisé pour faire référence au chapelet d'îles situé au nord-est de Taiwan, mais certains chercheurs pensent qu'il pouvait faire référence à Taïwan elle-même sous les Sui.
Les premières preuves concrètes de passage de Chinois à Taïwan datent de la dynastie Yuan (1271-1368). En 1292, l'empereur Kubilai Khan envoie des fonctionnaires au royaume de Ryūkyū pour exiger qu'il fasse allégeance aux Yuan. Mais, à la suite d'une erreur de navigation, les fonctionnaires se retrouvent à Taïwan tout en croyant être arrivé à Ryukyu. Après la mort de trois soldats, la délégation se retire immédiatement. Une autre expédition est envoyée en 1297. Wang Dayuan visite Taiwan en 1349 et mentionne la présence de poteries Chuhou provenant de l'actuel Lishui, suggérant que des marchands chinois se sont déjà rendu sur l'île.
Au début du XVIe siècle, un nombre croissant de pêcheurs, de commerçants et de pirates chinois visitent la partie sud-ouest de l'île. Certains marchands du Fujian connaissent suffisamment les peuples autochtones de Taiwan pour parler les Langues formosanes. Les habitants du Fujian se rapprochent de Taiwan au milieu du XVIe siècle, pour pouvoir commercer avec le Japon tout en évitant les taxes et interdits édictés par les Ming. Les Chinois qui font du commerce en Asie du Sud-Est commencent également commencé à suivre le « Trajet de la boussole de la mer de l'Est » (dongyang zhenlu) qui passe par le sud-ouest et le sud de Taïwan. Certains d'entre eux font du commerce avec les aborigènes taïwanais. Taïwan est alors appelé Xiaodong dao (« petite île orientale ») et Dahui guo (« le pays de Dahui »), une déformation de « Tayouan », une tribu qui vit alors sur un îlot située près de l'actuelle Tainan, qui est à l'origine du nom « Taïwan ». À la fin du XVIe siècle, des Chinois du Fujian s'installent dans le sud-ouest de Taïwan. En 1593, les autorités Ming commencent à délivrer des licences permettant aux jonques chinoises de faire du commerce dans le nord de Taïwan, ce qui revient à reconnaitre et légaliser un commerce illégal préexistant.
Dans les premiers temps, les marchands chinois arrivent dans le nord de Taïwan et vendent du fer et des textiles aux peuples autochtones en échange de charbon, de soufre, d'or et de venaison. Plus tard, le sud-ouest de l'île devient la principale destination des mulets pêchés en mer de Chine. Certaines jonques de pêche campent sur les côtes de Taïwan et nombre d'entre elles commencent à faire du commerce avec les populations autochtones contre des produits issus des cerfs (peau, viande, cornes, etc.). Le commerce avec le sud-ouest de Taïwan est d'une importance mineure jusqu'après 1567, date à laquelle il est utilisé pour contourner l'interdiction du commerce sino-japonais. Les Chinois achètent alors des peaux de cerf aux aborigènes et les revendent aux Japonais, en réalisant des profits importants.
Chen Di visite Taïwan en 1603, lors d'une expédition contre les pirates Wakō,. Les pirates sont vaincus et les membres de l'expédition chinoise rencontrent un chef indigène qui leur offre des cadeaux. Chen décrit ces événements dans un livre sur Taïwan connu sous le nom de Dongfanji (Lit : Un récit des barbares de l'Est). Il y décrit également les indigènes de Taïwan et leur mode de vie.
Lorsqu'un navire portugais passe au large du sud-ouest de Taïwan en 1596, plusieurs membres de son équipage qui y avaient fait naufrage en 1582 remarquent que les terres sont maintenant cultivées, vraisemblablement par des colons du Fujian. Lorsque les Néerlandais arrivent sur l'île en 1623, ils trouvent sur place environ 1 500 visiteurs et résidents chinois. Une petite minorité a apporté avec elle des plantes venant de chine et cultive des fruits et légumes du continent, telles que des pommes, des oranges, des bananes et des pastèques. Selon certaines estimations, la population chinoise serait de 2 000 habitants répartis dans deux villages, dont l'un deviendra Tainan. Il y a également une population importante de Chinois vivant dans un village aborigène où les villageois parlent une langue créole intégrant de nombreux mots chinois,.

## La colonisation néerlandaise (1624-1662/1668) et espagnole (1626-1642)

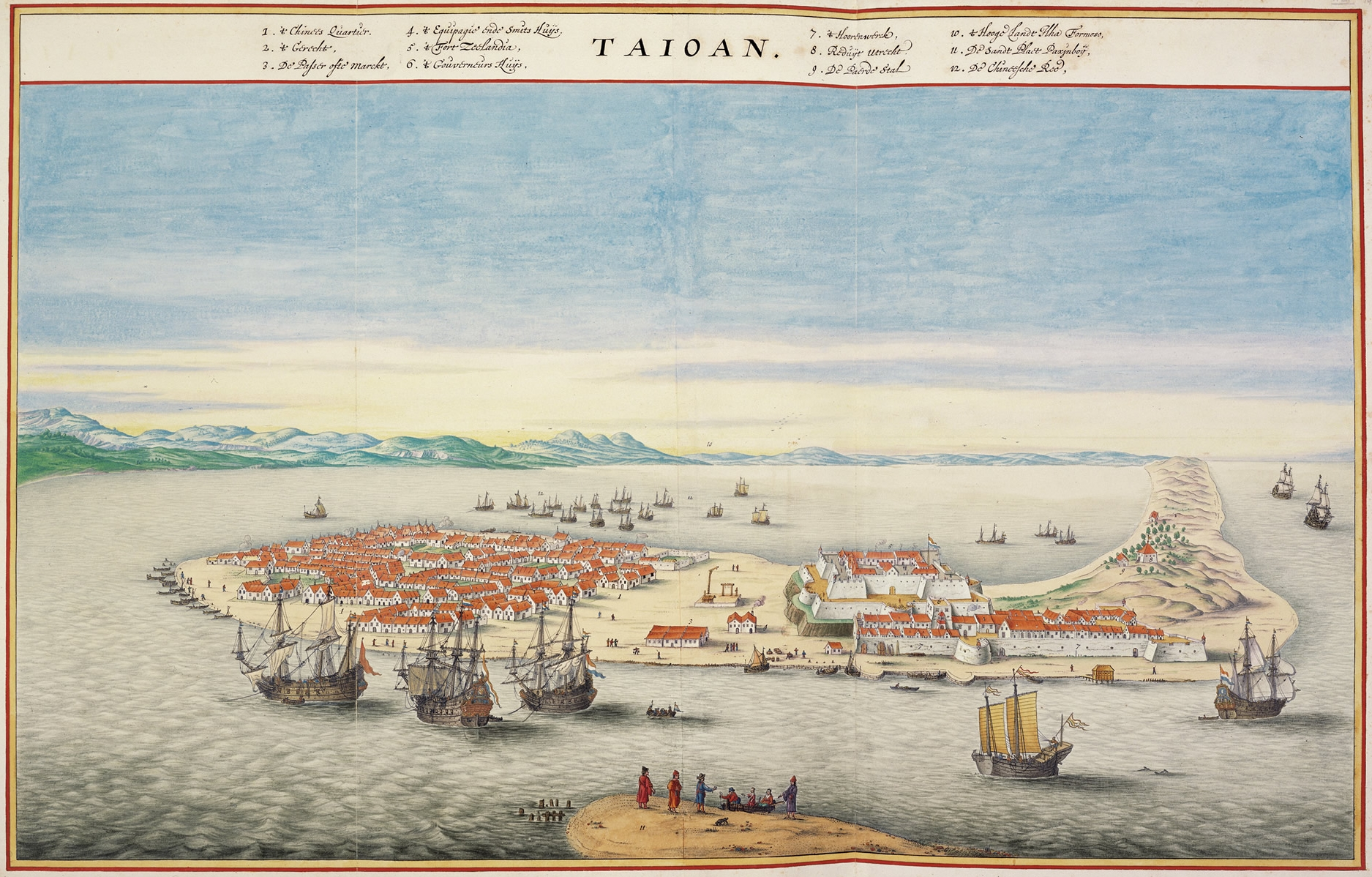
Fort Zeelandia, Atlas Blaeu-Van der Hem, vers 1660

Les premiers contacts avec les Européens ont lieu en 1542 lorsqu'un vaisseau portugais repère l'île et la surnomme Ilha Formosa, soit « belle île » en portugais.
Les Portugais ne font aucune tentative de colonisation.
Seul le Japon s’intéresse à Taïwan à la fin du XVIe siècle et au début XVIIe siècle.
Toyotomi Hideyoshi premièrement en 1593, puis le Shogunat Tokugawa essaient par deux fois de mener des expéditions vers Taïwan, en 1609 et 1616 ; ces expéditions sont des échecs, dus à la résistance des populations aborigènes.
La politique isolationniste met fin aux idées expansionnistes.
Les Hollandais, cherchant à établir un poste avancé pour commercer avec la Chine et le Japon, et ainsi mettre fin au monopole des Portugais et Espagnols, établissent une base dans les îles Pescadores en 1622.
Forcés par les troupes chinoises, ils doivent se retirer et partir s’installer à Tayouan (Anping dans l'actuelle ville de Tainan) en 1624, où ils construisent le Fort Zeelandia (1624) et Fort Provintia (1653).
Les Hollandais de la Compagnie des Indes (VOC) colonisent l’île jusqu’en 1662, ils en sont chassés par Koxinga.
Les Hollandais souhaitent au départ utiliser leur implantation à Taïwan uniquement comme une simple base pour leur commerce entre la Chine et le Japon.
Par la suite, afin de se préserver des attaques éventuelles venant des aborigènes ou des autres puissances coloniales rivales, et aussi pour rendre leur colonie autonome, les Hollandais décident d'asseoir leur domination par des moyens militaires, mais également en développant le potentiel agricole et commercial de l’île.
Pour étendre leur influence sur les populations aborigènes, et ainsi contrôler les éventuelles révoltes (dont la rébellion de Guo Huaiyi (en) (1652)), ils tentent de les christianiser. Ils réalisent des translittérations dans la langue siraya de textes religieux, à des fins d'évangélisation, et construisent des écoles, ou l’usage de cette écriture est enseigné.
Bien que non normalisée dans son orthographe, l’utilisation de cette écriture reste en usage jusqu’au XIXe siècle, mais il ne reste que peu de ces documents écrits.
Les Hollandais incitent les paysans de la province chinoise du Fujian à migrer à Taïwan, afin de cultiver les terres qu’ils considèrent faiblement exploitées par les populations aborigènes. La population chinoise dans l'île avoisine 130 000 personnes en 1630.
Afin d’accroître davantage les profits, la Compagnie des Indes ajoute au développement agricole de l’île et les revenus qu'elle en tire, un ensemble de taxes, qui touchent tous les domaines, dont le commerce de peau de daim très fructueux, le droit de pêche, etc.
La domination des Hollandais ne commence réellement qu’à partir de 1635, lorsqu'en août, des renforts arrivent, et sont rapidement mis à contribution, après la bataille de la baie de Liaoluo (1633) contre la politique chinoise d'interdiction d'activité commerciale maritime (Haijin).
Les Hollandais se lancent dans des expéditions militaires, pour soumettre les divers villages et imposer ainsi leur domination aux populations. Ces expéditions sont des succès, si bien que même des villages encore hors contact avec les Hollandais demandent la paix.
D’autres expéditions ont également lieu au début des années 1640, qui permettent d’étendre l’influence hollandaise dans le centre de l’île, ainsi que d’en expulser les Espagnols.
Les Espagnols en effet, préoccupés par l’installation des Hollandais à Taïwan et par la menace que cela représente pour leur commerce avec la Chine et le Japon, décident également de s'installer à Taïwan, mais dans le Nord de l'île : conquête espagnole de Taïwan (es), gouvernement de Formose espagnole (1626-1642), fort Saint-Dominique (Taïwan) (es), Très sainte Trinité (Taïwan) (es), San Salvador de Quelung (Taïwan) (es).
Ils débarquent près de Keelung en 1626, avec à leur tête Antonio Carrendo de Vales. Ils construisent également deux forts, l’un à Keelung (Fort San Salvador) et l'autre à Tamsui (Fort Santo Domingo).
Ils n’arrivent jamais à étendre leur influence dans l’île, et finalement abandonnent l'île aux Hollandais en 1642.
La colonisation hollandaise a un certain impact sur les populations aborigènes qui vivent à leur contact, surtout dans le Sud-Ouest et notamment sur les Siraya.
Les Espagnols, quant à eux, en raison de leur courte présence sur l’île et de leur faible capacité d'expansion, n’ont eu aucune influence sur la vie des populations aborigènes.
L’arrivée de Koxinga et des Chinois a beaucoup plus d’impact sur la vie des populations aborigènes.
Les manuscrits de Sinkang (en) sont une série de 140 baux, hypothèques et autres contrats commerciaux rédigés dans les langues siraya (sinkan, de Tainan), taivoan (en) et siraya-makatao, datant des années 1620, appelés également « contrats barbares ».

## Koxinga et le royaume de Tungning (1661-1707)

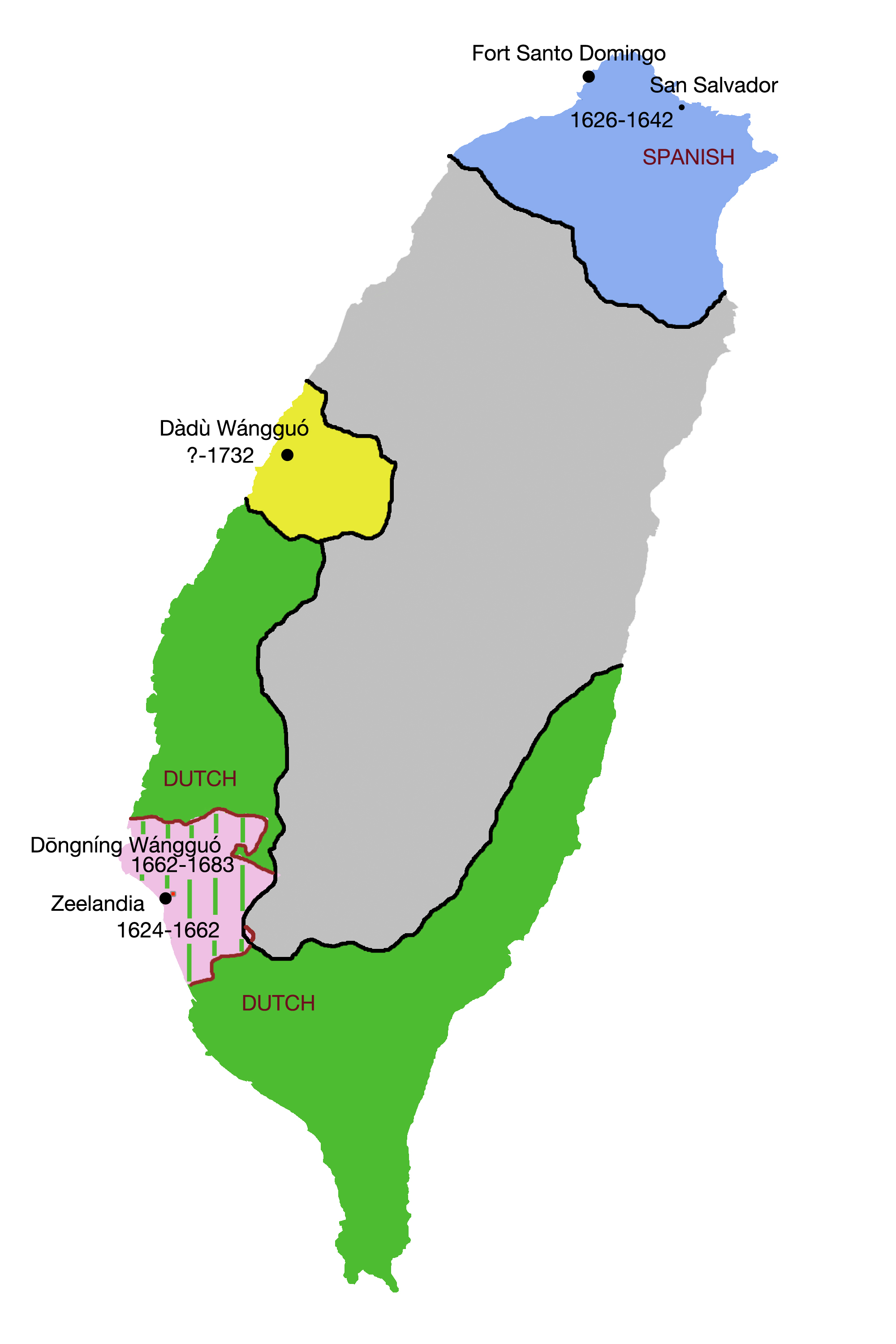
Taïwan 1620-1720

En avril 1661, une flotte menée par Zheng Chenggong (Koxinga, 1624-1662), un loyaliste Ming, débarque sur l’île de Taïwan avec 25 000 hommes pour en expulser les Hollandais, en faire leur base arrière pour partir à la reconquête de la Chine, et en chasser les Mandchous.
Après 9 mois de siège en 1662, les Hollandais capitulent et partent de Taïwan. Koxinga fait du Fort Zeelandia son palais et son quartier général, puis renomme l’endroit Anping. Mais il n'as pas le temps de mener ses projets à leur terme, car il meurt le 23 juin 1662. Quatre mois plus tard, son fils Zheng Jing lui succède.
Les Zheng favorisent la mise en valeur des terres, Zheng Jing (1642-1681/2) (鄭經) continuant la politique de défrichement des terres initiée par son père. Jing renforce les défenses de l’île, pour se prémunir d’une attaque des Qing, et lance certaines attaques contre les côtes chinoises. Zheng Jing meurt en 1682 et c'est son fils Zheng Keshuang (1670-1707) qui lui succède sur le trône, a l'âge que 12 ans.
Le gouvernement établi par les Zheng est extrêmement sévère et très militarisé : de lourdes taxes sont imposées et la mainmise sur la population chinoise est totale. Cette dernière ne se révolte pas, seuls les aborigènes se révoltant à quelques reprises.
Durant le règne des Zheng la migration de population chinoise continue, malgré l’interdiction faite par les Mandchous de traverser le détroit.

## Taïwan sous la dynastie Qing (1683-1895)

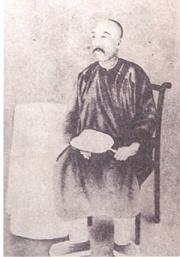
Liu Mingchuan (1836-1896), premier gouverneur de Taïwan.

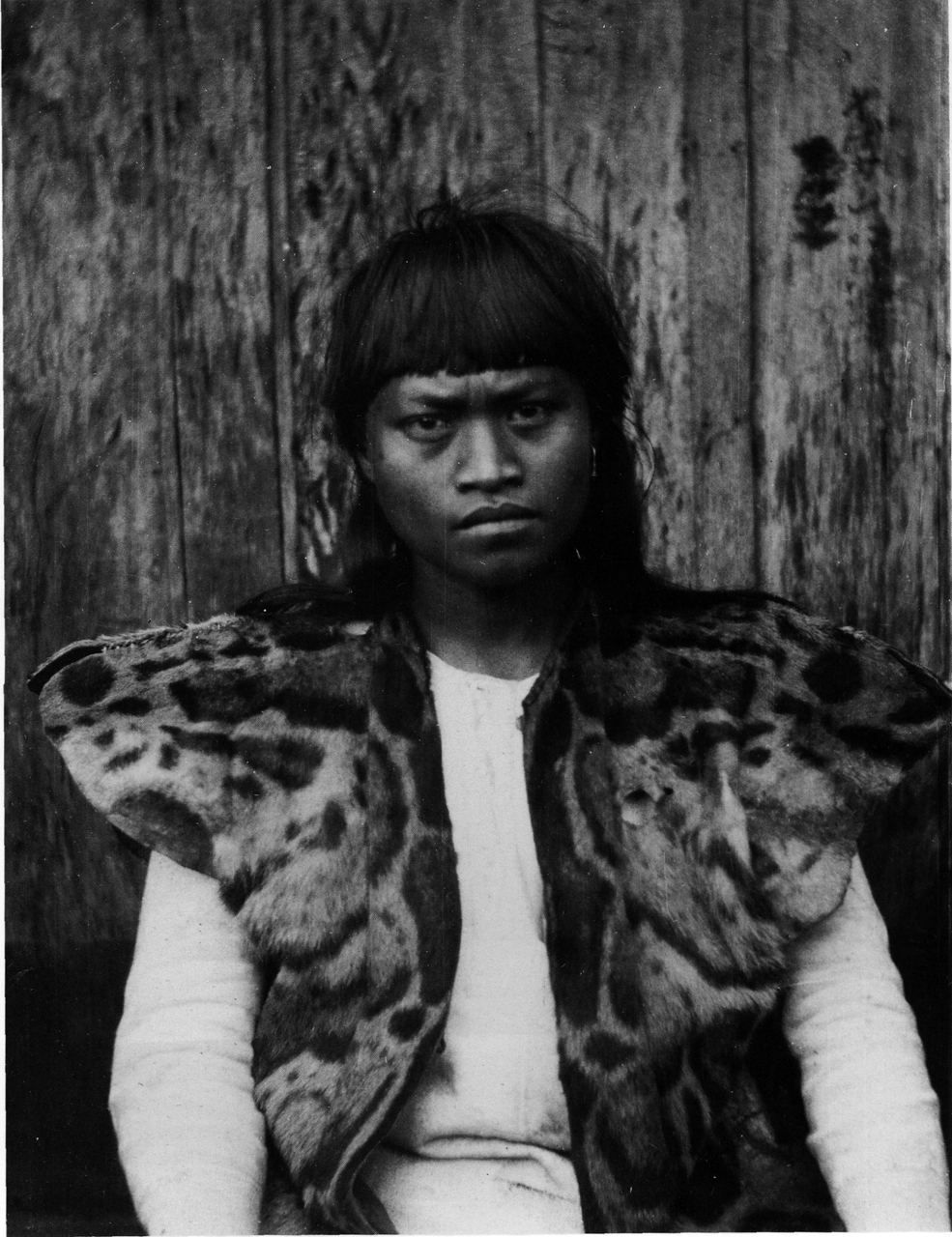
Aborigène taïwanais, habillée avec une fourrure de Léopard, vers 1900.

Les Mandchous décident en 1683 de passer à l’attaque. En juin 1683, les Qing (1644-1912) envoient une force militaire contre les Zheng, cette force militaire, commandée par l’amiral Shi Lang, débarque d’abord aux Pescadores. Les Zheng se rendent aux Qing : ainsi prend fin leur règne.

### Migration vers Taïwan
Cette expédition des Qing n’avait pas pour but de coloniser ou d’annexer Taïwan mais de faire chuter la dynastie des Zheng, qui représentait une menace pour l’empire. L’empereur Kangxi estimait que Taïwan était une terre sans importance, (彈丸之地。得之無所加，不得無所損).
Cependant l’île sera finalement annexée à l’empire, idée qui avait été soutenue par Shi Lang en personne.
De nombreux chinois habitant Taïwan seront rapatriés sur le continent, essentiellement les soldats des Zheng (40 000), et de nombreux hommes qui n’avaient pas de famille.
Le gouvernement Qing interdit la migration vers Taïwan pendant presque toute la période où contrôle l'île. L’interdiction de migrer vers Taïwan est levée et restaurée à plusieurs reprises.
Malgré les interdictions, cette migration ne cesse jamais et les migrants, en grande majorité des hommes seuls, continuent à traverser le détroit dans l’espoir d’une vie meilleure.
En 1760 l’interdiction est levée et de nombreux migrants viennent à Taïwan pour tenter leurs chances d’une vie meilleure, car une poussée démographique se fait sentir en Chine.
La population chinoise de Taïwan passe de 120 000 à l’époque des Zheng à plus de deux millions en 1810.

### Politique aborigène
L’arrivée de plus en plus nombreuse de population chinoise, met de plus en plus de pression sur les populations aborigènes qui doivent migrer ou s’assimiler.
Pour éviter des conflits et la spoliation des aborigènes de leurs terres par les migrants chinois qui cherchent de nouvelles terres, le gouvernement met en place un système de location des terres aborigènes par les paysans chinois.
Les migrants chinois cherchant de plus en plus de terres à exploiter, en viennent à s’aventurer à l’intérieur des terres et donc à entrer en conflit avec les « aborigènes des montagnes ».
En 1722 après une rébellion des Chinois de l'île, le gouvernement Qing établit une frontière qui sépare les montagnes des plaines, avec interdiction aux Chinois de s'installer au-delà de cette frontière.
Cette interdiction est maintenue jusqu’en 1875 où les autorités lèvent l’interdiction dans le but de coloniser les montagnes et de pouvoir exploiter les ressources naturelles.
En plus de cette « frontière aborigène », l'administration Qing maintient à la même période une politique de quarantaine interdisant l'émigration de Chinois du continent vers Taïwan.
En 1807, la proposition d'étendre la juridiction impériale sur la sous-préfecture de Kemalan, peuplée de Han et d'aborigènes loyaux à l'Empire et située au-delà de la frontière aborigène, est initialement refusée par l'administration impériale au motif que la doctrine de quarantaine sert à empêcher les troubles avec les aborigènes et minimiser le coût d'administration de l'île.
Cette proposition finit tout de même par être acceptée en 1810.
Dans les faits, bien que les punitions prévues soient parfois appliquées, de nombreux Chinois s'installent en territoire aborigène pendant la durée d'existence de cette frontière.
L'absence de juridiction chinoise au-delà de la frontière aborigène est utilisée par le Japon comme argument pour affirmer que la côte Est de Taïwan n'est pas sous souveraineté chinoise, lors de la crise diplomatique de 1874 suivant une expédition militaire japonaise en territoire aborigène. Cet argument n'est pas reconnu comme valide par les diplomates occidentaux, ce qui contribue à mettre fin à la crise. Le territoire situé au-delà de la frontière a donc un statut particulier, faisant partie du territoire chinois sans que la loi chinoise s'y applique.

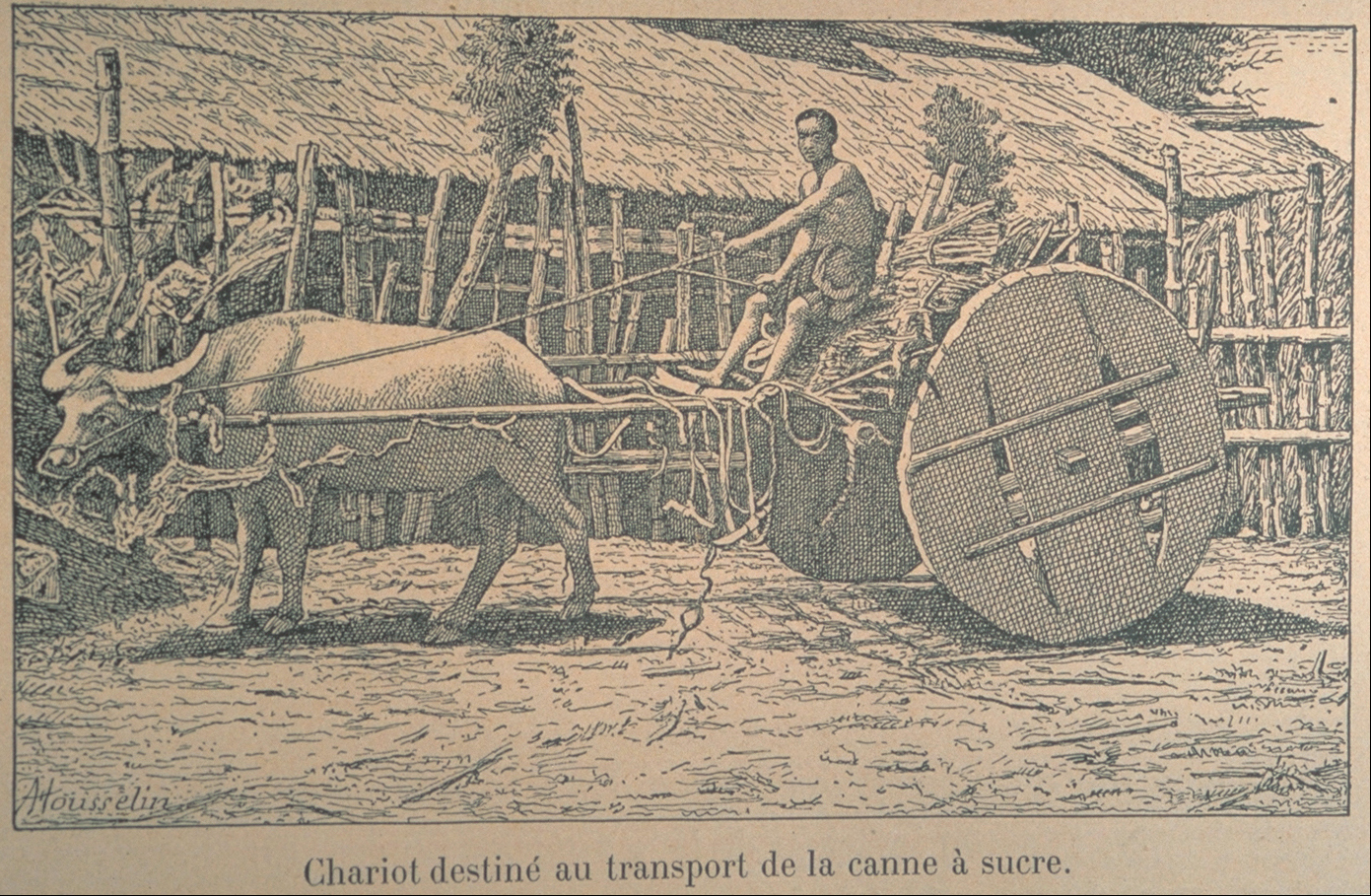
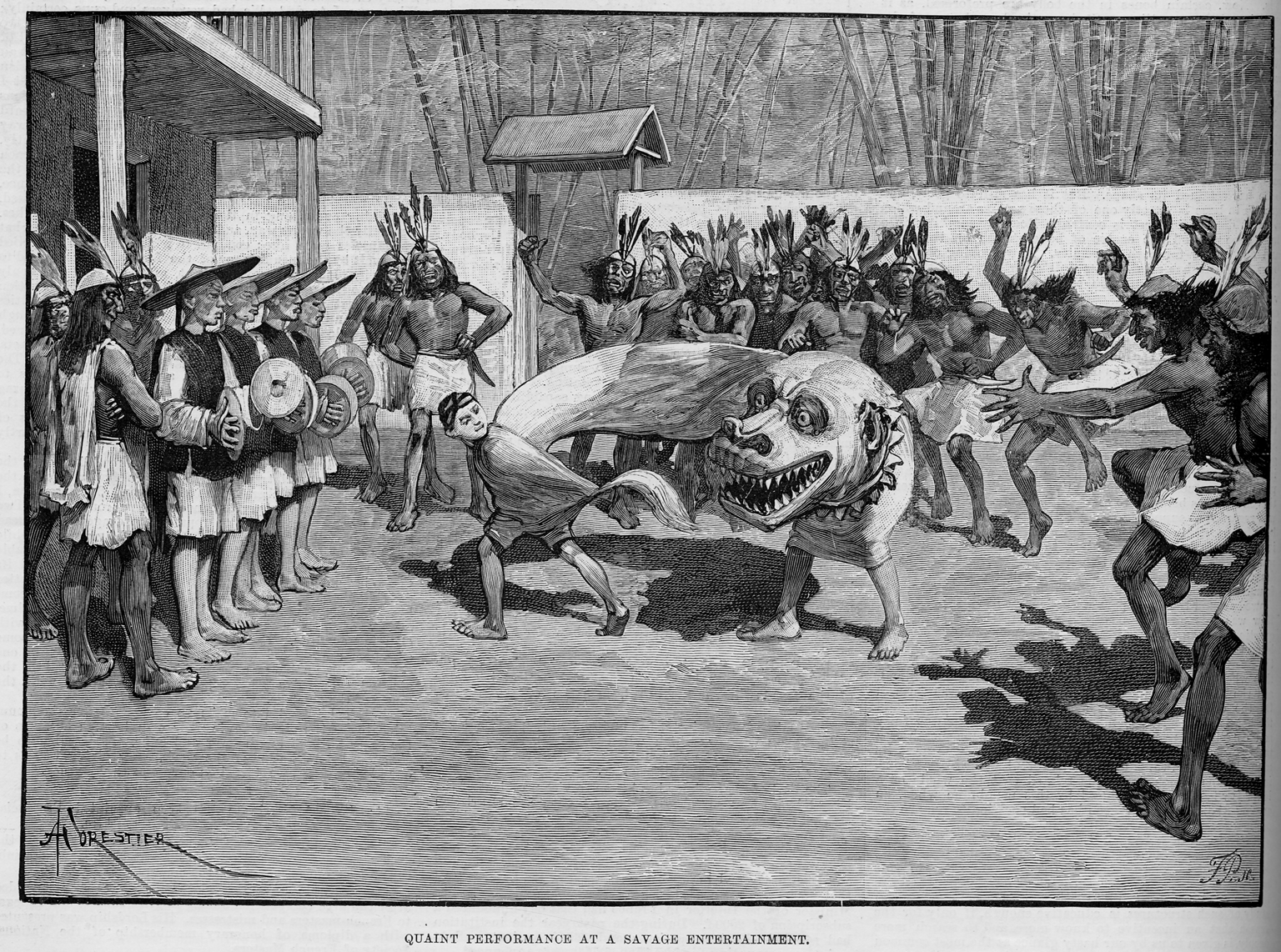
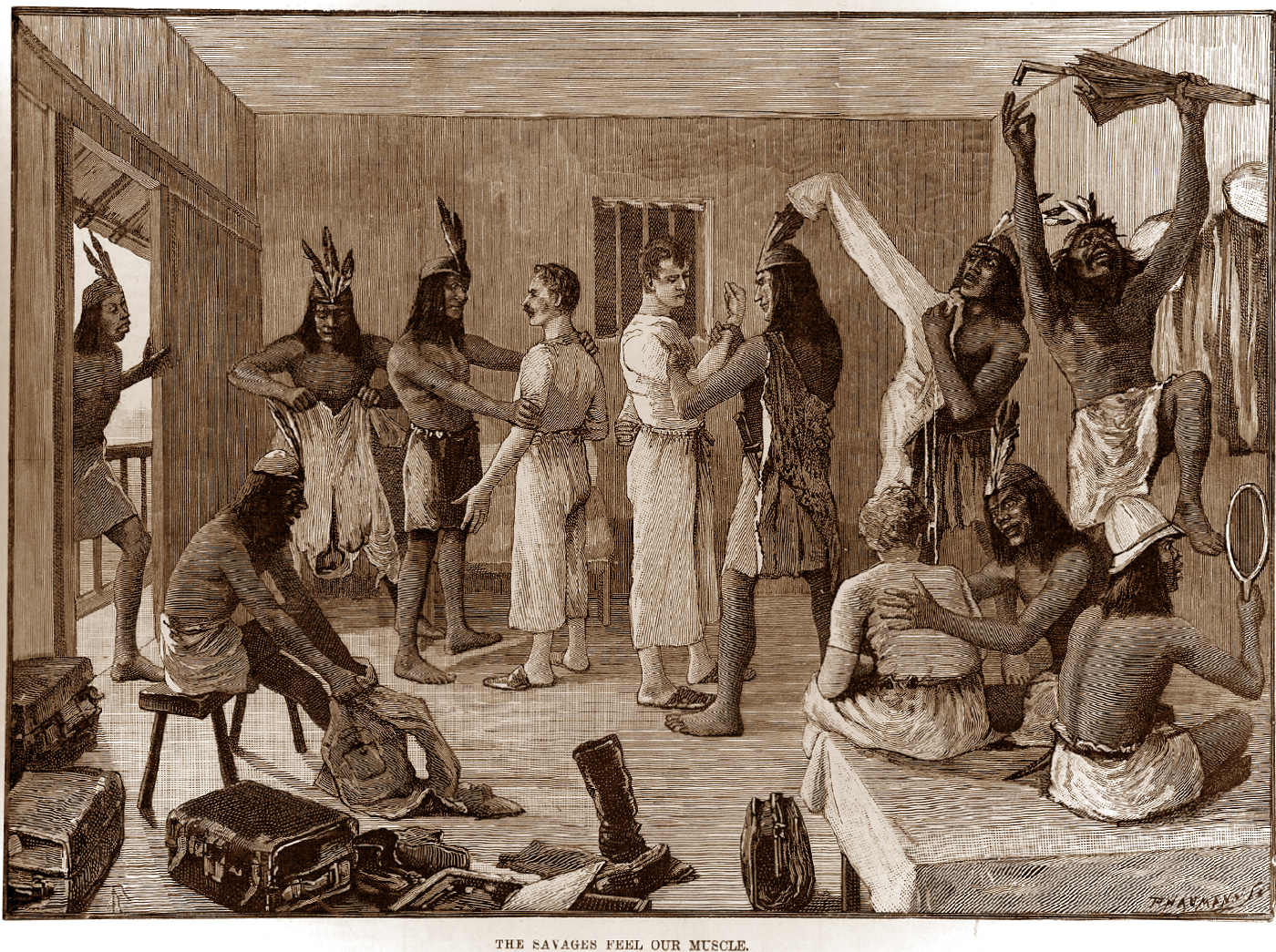
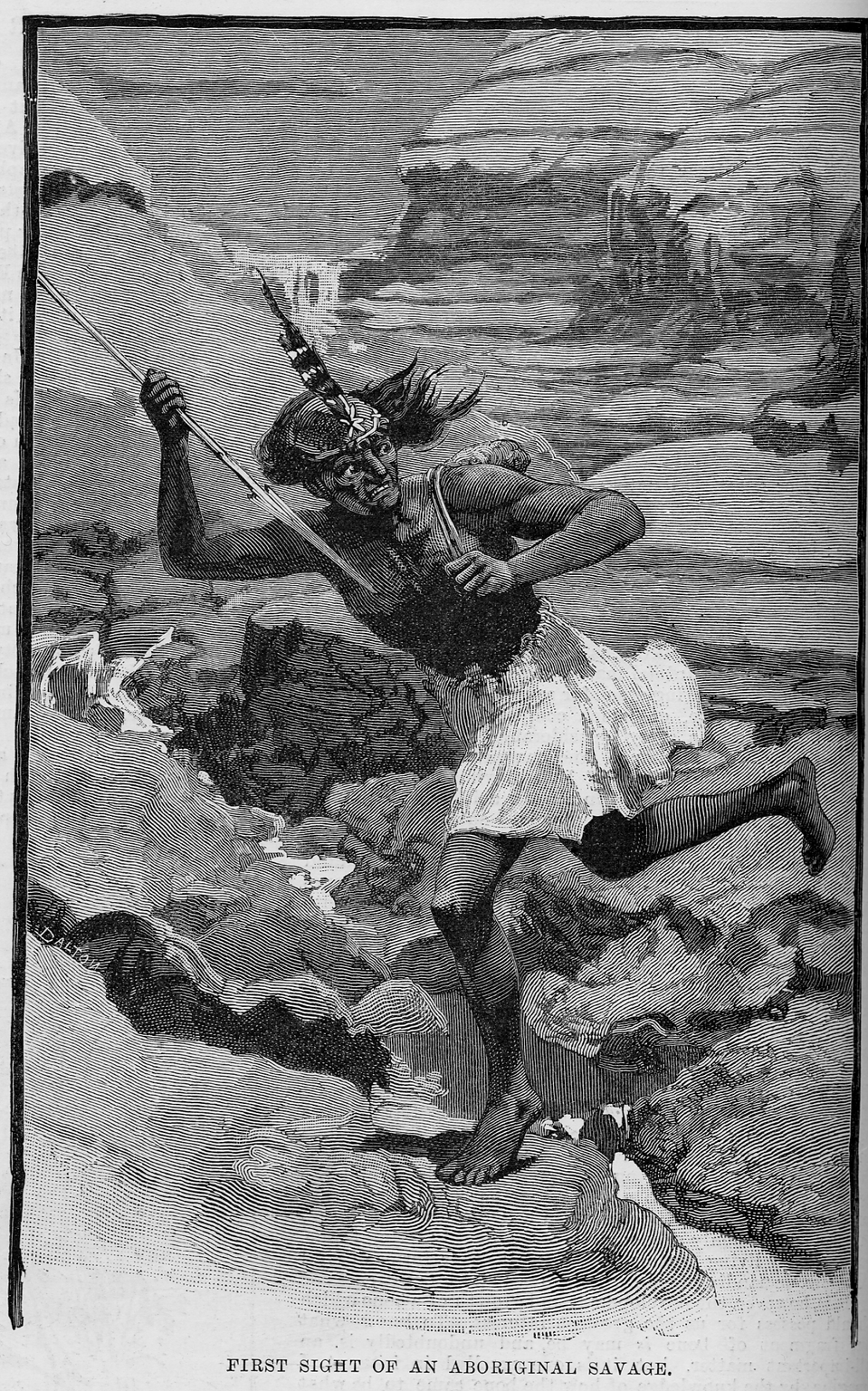
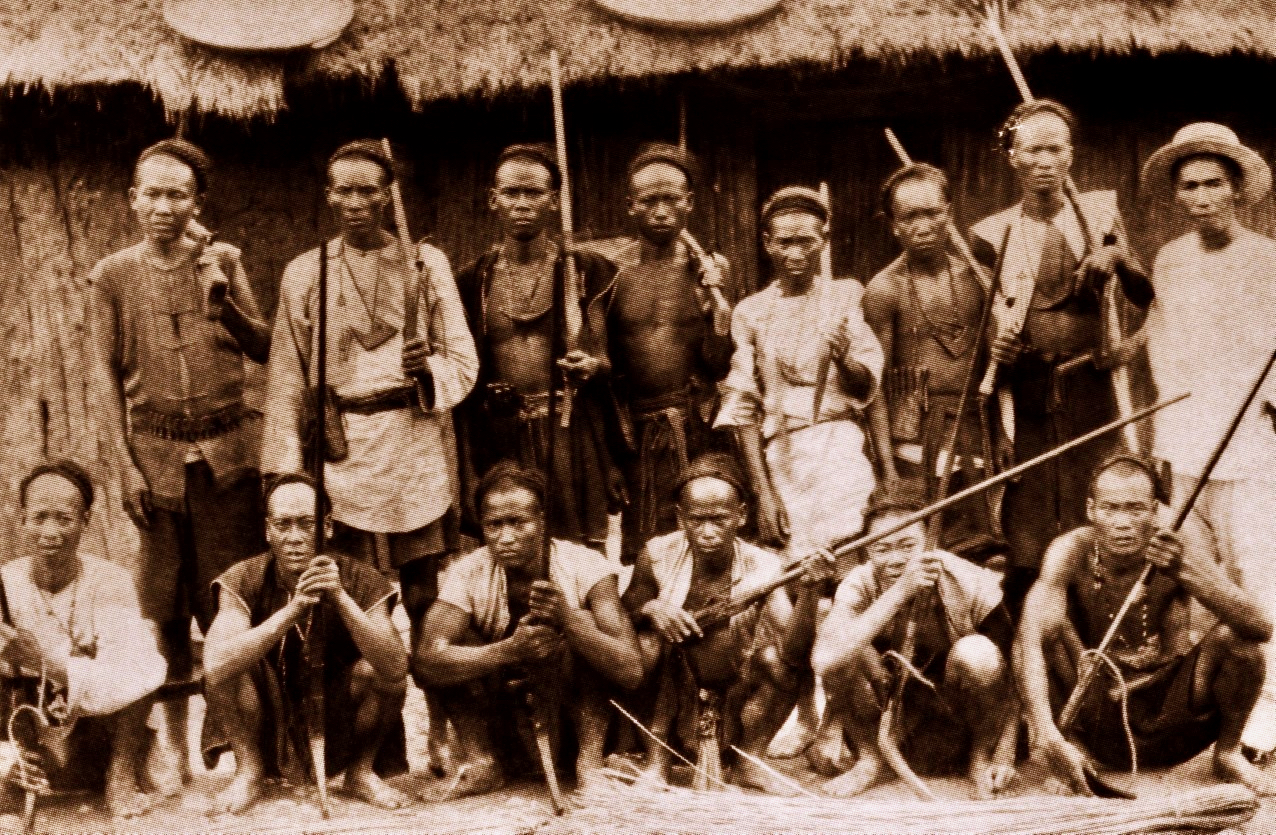

### Conflits et révoltes
De nombreux conflits éclatent entre les migrants chinois des diverses provinces : Les migrants se regroupant par lien à leurs terres d’origine, des conflits éclatent entre Hakka contre Hokklo, etc.
Taïwan est également le théâtre d’affrontements entre le gouvernement Qing et les puissances européennes, américaine puis japonaise.
En 1840, Keelung est envahie par les Britanniques durant les guerres de l'opium.
En juin 1867, les États-Unis lancent une expédition punitive contre le peuple Paiwan responsable de l'incident du Rover : expédition de Formose.
En 1871, un navire des îles Ryūkyū s’échoue sur la cote Sud-Est de Taïwan et 54 membres de son équipage sont tués par les aborigènes du village de Mudan (牡丹社) : incident de Mudan.
Le gouvernement japonais trouve dans cet incident l’occasion de faire valoir ses droits sur les Ryūkyū ainsi que de mener une expédition vers Taïwan sur laquelle il a des visées expansionnistes.
Les Japonais envoient une force expéditionnaire en 1874, comprenant 2 000 hommes : expédition de Taïwan de 1874.
Ils affrontent les Aborigènes, entraînant 30 pertes du côté des Paiwan et 543 côté japonais dont seulement 12 tués au combat, les autres étant morts de maladie. Les Japonais finissent par se replier lorsque les Qing envoient des troupes en renfort (9000 soldats).

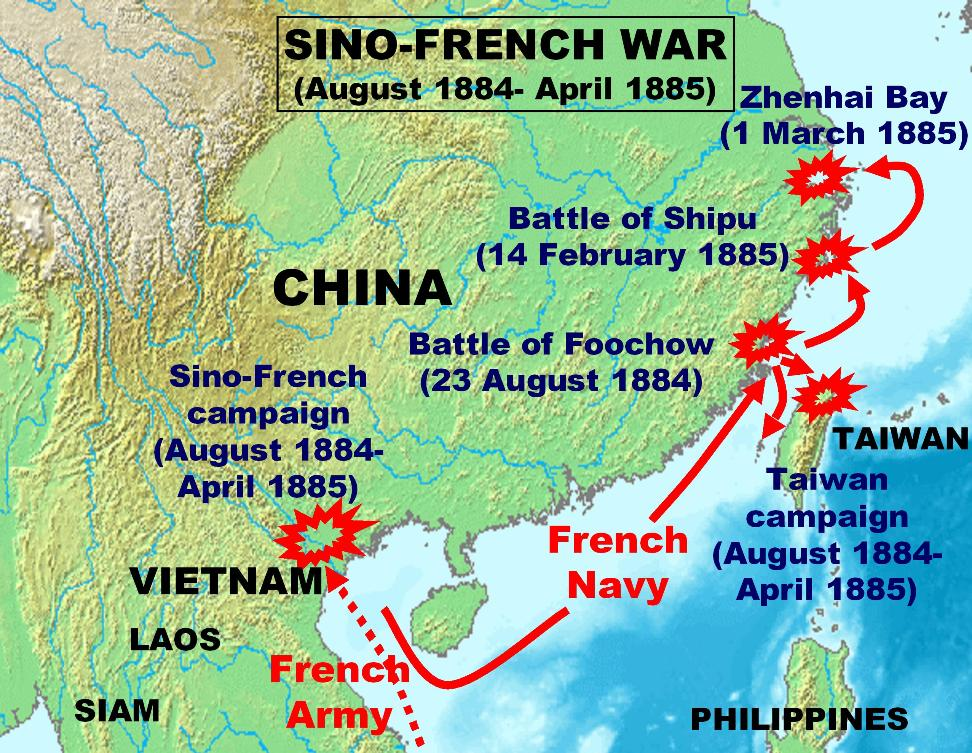
Guerre franco-chinoise

En 1884, la France, désireuse d'étendre l'Empire colonial français, attaque le Nord de Taïwan pendant la guerre franco-chinoise : campagne des Pescadores (1885), qui pousse le gouvernement Qing à la construction d’une série de défenses côtières.
Le 12 octobre 1885, Taïwan devient une province chinoise et Liu Mingchuan (劉銘傳) le premier gouverneur de Taïwan.

### Modernisation de Taïwan
Liu Mingchuan (劉銘傳) tente alors de moderniser Taïwan. Il fait construire un chemin de fer entre Taipei et Hsinchu, ouvre une mine à Keelung et développe les défenses de Taïwan pour se prémunir d’attaques étrangères.
- Guerre franco-chinoise (1884-1885)
- Transport ferroviaire à Taïwan

## Taïwan sous domination japonaise (1895-1945)

Première guerre sino-japonaise

### Annexion à l'empire du Japon
Après la défaite face à l'empire du Japon en 1895, les Qing cèdent Taïwan et les îles Pescadores au Japon à perpétuité le 17 avril 1895, selon les termes du Traité de Shimonoseki. Les termes du traité laissent une période de grâce pour les sujets Han leur permettant de vendre leurs biens et de retourner sur le continent.
Le 21 mai 1895, le Japon crée le poste de Gouverneur général de Taïwan qui remplace celui de Gouverneur de Taïwan. La contre-offensive politique taïwanaise suit de quelques jours.

### La république de Taïwan

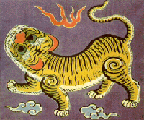
Drapeau de la république de Taïwan.

Afin de résister à l’occupation japonaise, les notables taïwanais créent la république de Formose (ou république de Taïwan) le 23 mai 1895, le but étant de recevoir de l’aide venant de l’étranger pour contrer l’arrivée des Japonais. La capitale est installée à Tainan et Tang Jingsong en devient le Président. Bien qu'indépendante, la jeune république reconnaît la suzeraineté chinoise.
Les troupes japonaises débarquent près de Keelung le 29 mai et prennent Taipei, Tang Jingsong s’enfuit et Liu Yongfu qui dirigeait l’armée lui succède. Le 27 août 1895, la conquête par les Japonais donne lieu à plusieurs batailles dont la bataille de Baguashan (en). L’armée impériale japonaise se dirige vers le sud et Taïwan tombe en octobre, Liu Yongfu s’enfuit à son tour le 20 octobre. La république de Taïwan n’aura duré que 5 mois.

### Après la république de Taïwan
Lors de l'annexion au Japon, la population de Taïwan est très majoritairement chinoise ; seule une minorité de la population de l'ordre de 12 % est aborigènes.
La colonisation japonaise doit faire face à de nombreuses révoltes. Les premières années, la pacification de Taïwan engloutit 90 % du budget de la colonie.[réf. nécessaire]
En 1930, la révolte de Wushe fait plus d'une centaine de mort du côté japonais. Cette révolte fait suite à une politique assez hostile des Japonais contre les aborigènes. En représailles, les Japonais battent la rébellion et tuent entre un et plusieurs milliers de personnes. 
Le gouvernement colonial met en place une politique agricole afin d’améliorer la production et de tirer des profits des exportations essentiellement du riz et de la canne à sucre. Les techniques agricoles et les techniques d’irrigation sont améliorées. Une réforme agraire distribue des terres aux paysans. La surface cultivée est ainsi doublée et les rendements triplés.
L'occupation contribue significativement à l'industrialisation de l'île : entre autres, un réseau de voies ferrées et voies routières, un système d'assainissement, un système électrique, un autre téléphonique et un système d'éducation publique sont mis en place. La démocratisation de l'éducation conduit à ce que près de 70 % de la population maitrise le japonais en 1945.
Politiquement, après une période de mainmise politique austère, Taïwan acquiert certaines libertés politiques au sein du Japon, notamment après des combats politiques menés par des activistes comme Lin Hsien-tang (en), comme l'abolition d'une législation spécifique à l'île en 1921, ou des élections locales en 1935.
Avec le déclenchement de la seconde guerre sino-japonaise en 1937, l'empire du Japon amorce une politique d'assimilation sociale et culturelle (kōminka) sur toute l'île pour raffermir les liens entre l'île et la nouvelle mère patrie.
L'usage de la langue et l'adoption de noms nippons sont encouragés par des mesures répressives et l'enregistrement à un sanctuaire shintō de même que le culte de l'empereur Shōwa sont déclarés obligatoires.
L'élite taïwanaise porte les costumes d'apparat japonais. En 1941, la population japonaise à Taïwan représente environ 400 000 personnes, alors qu'il n'y avait que 60 000 Japonais sur l'île en 1905 et 200 000 en 1927.

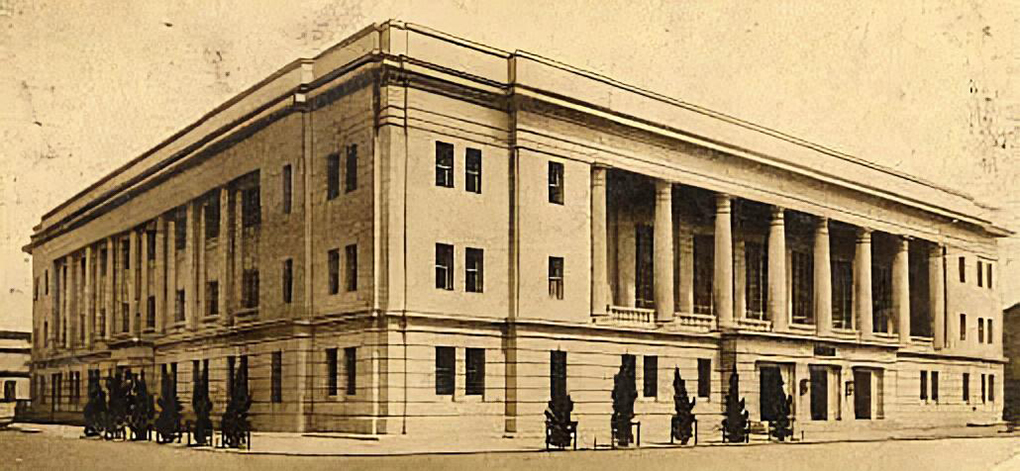
Banque de Taïwan.

À la suite de la fin de la Seconde Guerre mondiale en 1945, selon les termes de l'« instrument japonais de reddition », le Japon accepte a priori la déclaration de la Conférence de Potsdam qui référence la déclaration du Caire selon laquelle l'île doit être libérée des forces nippones.
Les troupes de la république de Chine arrivent sur l'île pour accepter la reddition des forces militaires japonaises lors de l'ordre général no 1 émis par le général Douglas MacArthur le 2 septembre 1945, après quoi elles sont transportées à Keelung par la marine américaine.

## Archipel de Taïwan sous la république de Chine (depuis 1945)

Devant l'auditorium Taihoku de Taipeh, la foule célèbre la reddition du Japon face aux Alliés en 1945.

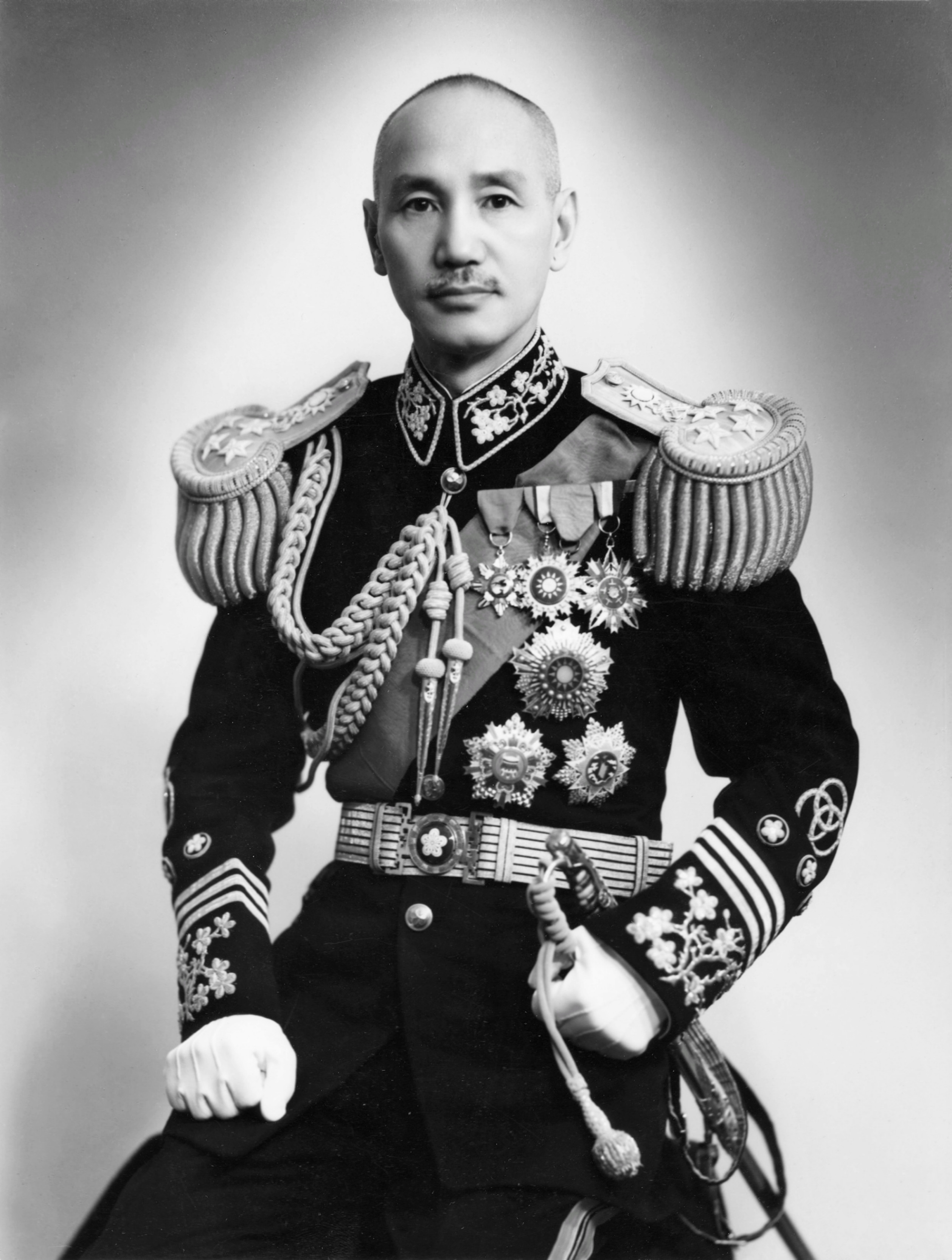
Tchang Kaï-chek (1887-1975).

En 1945, lorsque la guerre prend fin, le retour à la « mère patrie » est accueilli comme une libération.
Mais les Taïwanais sont vite déçus de l’arrivée des troupes nationalistes continentales qui se comportent comme en territoire conquis, écartant de l’administration les Taïwanais et accaparant les richesses de l’île.
C'est un véritable « choc culturel » entre les Chinois venus du continent et les Taïwanais qui ont vécu sous administration japonaise durant cinquante ans.
Les ressources de l’île sont utilisées afin de mener la guerre contre les communistes sur le continent. La situation économique de Taïwan se détériore, accentuant la rancœur des Taïwanais contre les autorités nationalistes.
Le 28 février 1947, éclatent des émeutes contre le gouvernement en place (événements du 28 février, appelé incident 228 (二二八事件)).
Ces manifestations sont réprimées dans le sang par les troupes nationalistes.
La « terreur blanche » s’abat sur Taïwan, elle dure pendant des décennies, entre 10 000 et 30 000 personnes sont tuées et des milliers de personnes arrêtées.
L’élite intellectuelle taïwanaise est décapitée. Le mouvement indépendantiste se développe.
En 1949, Tchang Kaï-chek (蔣介石) se réfugie à Taïwan, les communistes ayant gagné sur le continent. La république de Chine ne contrôle plus que l’île de Taïwan et certaines autres petites îles.
En mai 1949, la loi martiale est déclarée, Tchang Kaï-chek contrôle Taïwan d'une main de fer, et toute opposition est réprimée.
Malgré sa défaite sur le continent Tchang Kaï-chek continue de revendiquer l’autorité sur tout le territoire chinois.
Le Kuomintang, parti politique nationaliste formé autour de Tchang, prône la sinisation de Taïwan, le mandarin est imposé comme langue officielle.
Cette sinisation à marche forcée est un choc non seulement pour les plus anciens Taïwanais, également d'origine chinoise, mais aussi pour les aborigènes dont la culture était déjà décimée par les premiers colons européens, les colons chinois des dynasties Ming et Qing, et par la colonisation japonaise.

### Crise du détroit et protection américaine (1950-)

Découpage administratif de l'île.

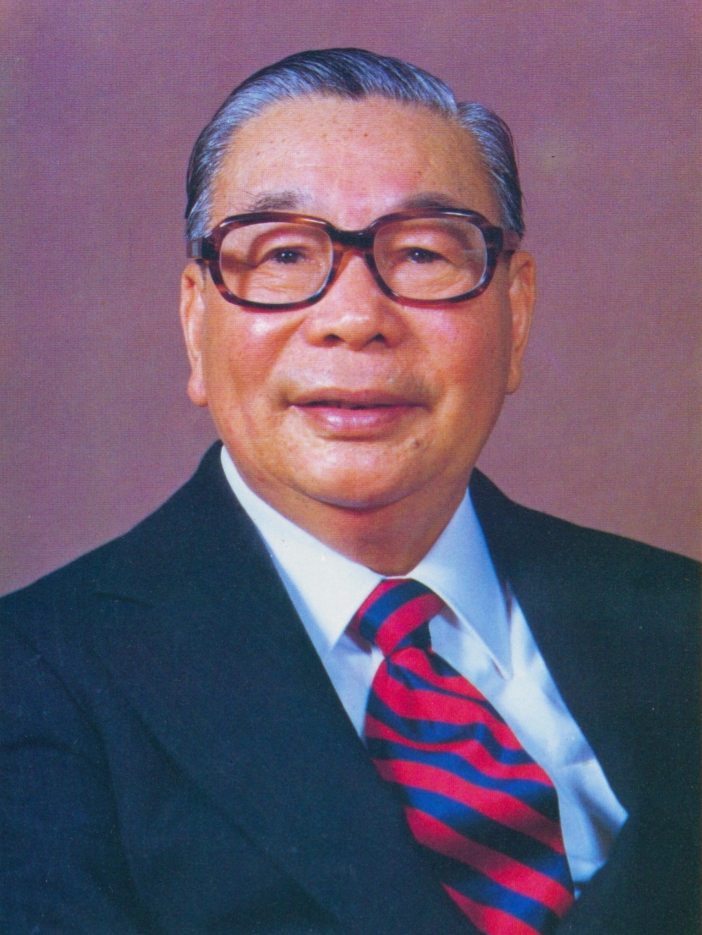
Chiang Ching-kuo (1910-1988).

La guerre de Corée qui éclate en 1950 est un salut pour le régime de Tchang Kaï-chek.
En effet, l’Armée populaire de libération (中國人民解放軍) se préparait à envahir Taïwan, Harry S. Truman décide de défendre Taïwan contre une invasion des troupes communistes, qui investissent l'île de Hainan (1950).
La 7e flotte américaine croise au large de Taïwan.
En 1954, les accords de défense mutuelle sont signés et des troupes américaines stationnent à Taïwan.
- Bataille de l'île de Nanri (1952)
- Première crise du détroit de Taïwan (1954-1955)
- Bataille des îles Yijiangshan (1955), bataille de l'archipel des Tachen (1955)
- Deuxième crise du détroit de Taïwan (1958)
- Bataille de Dong-Yin (1965)

Le 25 octobre 1971, les membres de l’ONU votent l’entrée de la république populaire de Chine à l’ONU. La Résolution 2758 expulse les représentants de Tchang Kaï-chek de l’ONU, et ne mentionne plus le nom de république de Chine. La république populaire de Chine devient le seul représentant de la Chine à l’ONU.
En 1975, Tchang Kaï-chek meurt, et en 1978 son fils Chiang Ching-kuo lui succède à la tête du pays et du Kuomintang.
L’arrivée de Chiang Ching-kuo entraîne une participation accrue des Taïwanais[Quoi ?] et une période d'ouverture.
En décembre 1978, les États-Unis lient des relations diplomatiques avec la Chine et ferment par conséquent toutes relations diplomatiques avec la république de Chine.
Les accords de défense mutuelle sont abolis et les bases américaines à Taïwan sont fermées.
En contrepartie, le congrès américain vote en 1979 le « Taiwan Relations Act », une loi qui autorise les États-Unis à accorder de l'aide militaire pour la défense de Taïwan.
Pour l'historien François Godement, le décollage économique de Taïwan dans la deuxième partie du XXe siècle repose sur « le travail, [...] le développement de l'éducation et [...] l'accumulation des recettes d’exportation », favorisé par l'ouverture du marché américain aux produits fabriqués sur l'île. Ce succès prend racine sur les progrès considérables déjà réalisés durant la première moitié du siècle en matière de productivité, sous l'occupation japonaise, Tokyo installant dans ce qui devint son « grenier à fruits et légumes » des industries de base et des infrastructures de transport.
Le Kuomintang au pouvoir, comme Singapour, crée des zones économiques spéciales pour attirer les entreprises étrangères et soutient de grandes entreprises d'État, des recettes qu'imiteront par la suite les autres pays de l'Asie orientale.
Durant deux décennies, Taïwan connaît une croissance annuelle de plus 10 % : Ten Major Construction Projects (1973-1979).
En 1987, la loi martiale est levée et les habitants de Taïwan sont de nouveau autorisés à visiter la république populaire de Chine.
En 1988, Chiang Ching-kuo meurt.

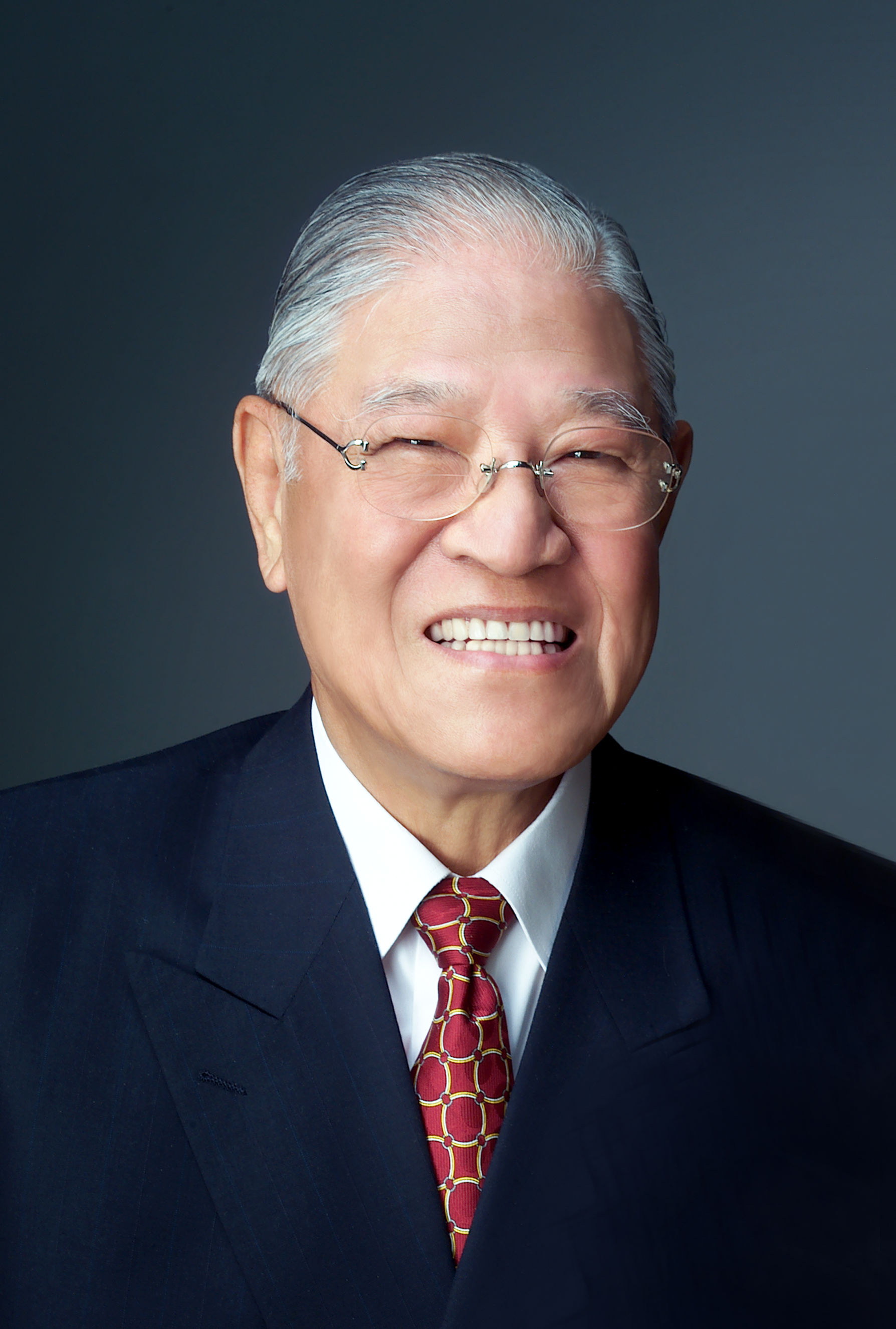
Lee Teng-hui, président 1988-2000.

Lee Teng-hui (李登輝, 1923-2020) met fin à l’état de guerre en 1991.
En 1995, Lee Teng-hui effectue une visite à titre « privé » aux États-Unis. Cette visite donne lieu à la « crise des missiles », à la suite des déclarations de Lee Teng-Hui.
Durant l'été 1995 et en mars 1996, l’Armée populaire de libération effectue des tirs de missiles près des côtes de Taïwan dans le but de mettre la pression sur les partisans indépendantistes : troisième crise du détroit de Taïwan.
Les États-Unis réagissent à ces tirs de missiles en envoyant deux porte-avions et leurs escadres, ce qui met fin à cette crise.
Les premières élections au suffrage universel direct se déroulent en 1996 et Lee Teng-hui est victorieux.
En 1999, Lee Teng-hui déclare que les relations entre la Chine et Taïwan étaient des « relations spéciales d’État à État », cette déclaration soulève des protestations à Pékin et l’administration Clinton déclare même que Lee Teng-hui était un trouble-fête.
Le statut de Taïwan est source de tensions avec la Chine.
L'année suivante, la RPC édite un Livre blanc stipulant qu'une déclaration d'indépendance de Taïwan ainsi que le refus sine die des négociations en vue de la réunification, sont des casus belli.

### Le PDP au pouvoir
L'élection présidentielle de 2000 voit la victoire de Chen Shui-bian (陳水扁), candidat du Parti démocrate progressiste (PDP) (民進黨, mínjìndǎng, Wade : Minjintang). Il est réélu en 2004 après une élection très serrée. Le taïwanais et des langues aborigènes peuvent désormais être enseignées à l'école en plus du chinois mandarin. Le Parlement étant toujours dominé par le Kuomintang (KMT), une loi sur l'initiation des référendums est votée. L'initiation d'un référendum exige un très grand nombre de signatures à plusieurs étapes. Le vote final nécessite la participation du 50 % des électeurs, ainsi que l'approbation du sujet par 50 % de ceux qui ont voté. Par conséquent, aucun des référendums initiés n'est passé.

### Retour du Kuomintang
En mars 2008, Ma Ying-jeou (馬英九, 1950-), candidat du Kuomintang et partisan du rapprochement avec Pékin est élu à la présidence de la République. Il a largement favorisé les échanges culturels, touristiques et économiques entre Taïwan et la Chine. Lors de son investiture, il a promis aux Taïwanais la non unification avec la Chine, la non « indépendance » et la non-utilisation de la force militaire. Des lignes aériennes civiles directes sont ouvertes entre Taïwan et la Chine continentale, permettant à des gens isolés de chaque côté du détroit de pouvoir revoir leur famille.
Chen Shui-bian est emprisonné à la suite de différentes affaires de corruption.
Ma Ying-jeou est réélu le 14 janvier 2012 pour un second mandat et son parti, le Kuomintang, prend 64 des 113 sièges du parlement lors des législatives qui ont eu lieu simultanément.
En 2013, la cote du président Ma est passée sous le seuil de 20 %.

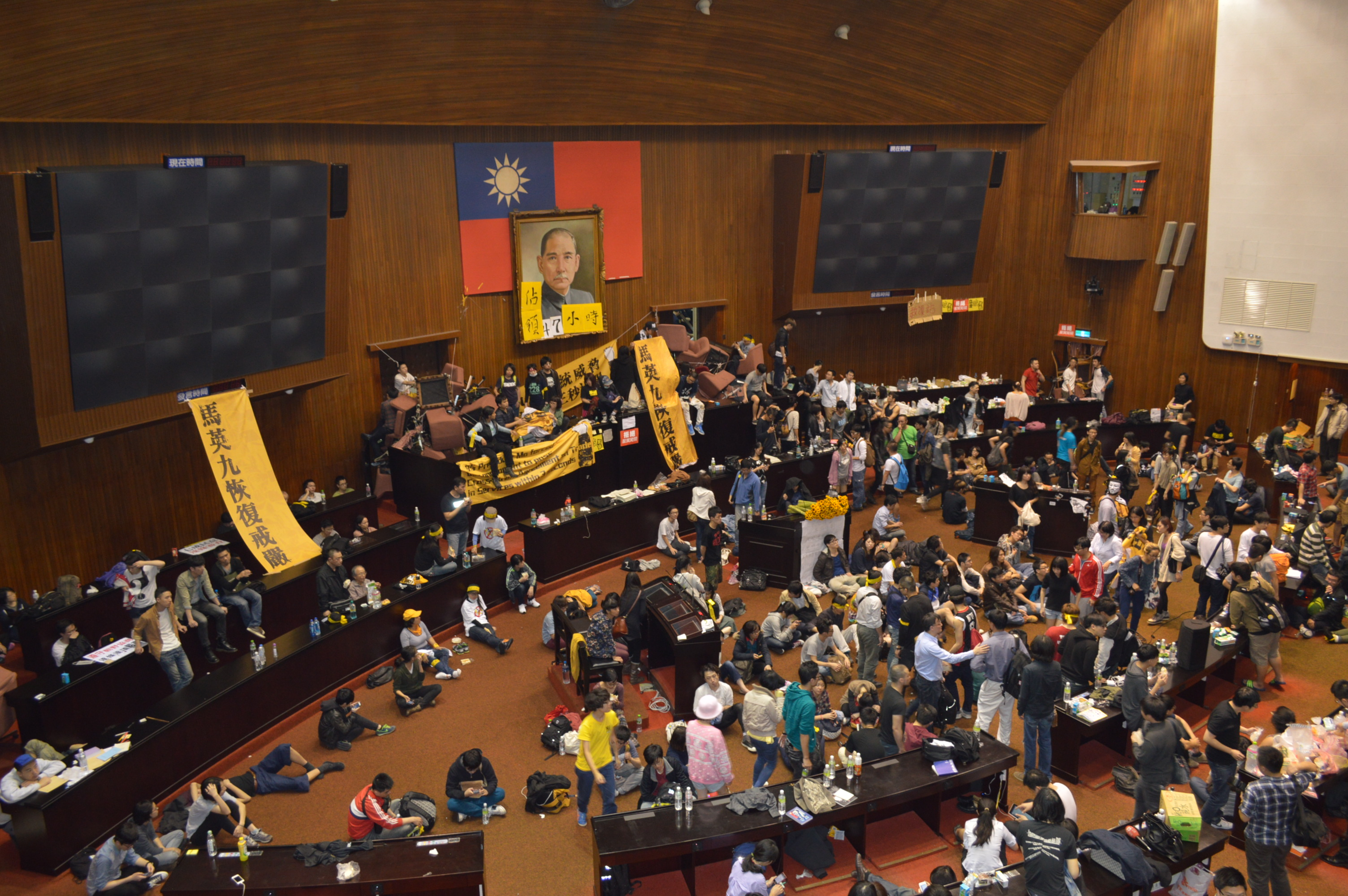
Le Mouvement Tournesol des Étudiants occupe le Parlement en 2014.

Les élections locales taïwanaises de 2014 voient le Parti démocrate progressiste en tête sur une partie des circonscriptions, notamment en raison de ses alliances avec certains partis minoritaires.
Des partis minoritaires et indépendants prennent un certain nombre de sièges.
Ko Wen-je (柯文哲, kē wénzhé ; taïwanais : Koa Bûn-tiat, 1959-), candidat indépendant devient maire de Taipei.
Eric Chu (朱立倫, zhū lìlún, 1961-) du Kuomintang obtient la mairie du Nouveau Taipei, les autres municipalités spéciales sont prises par le PDP.
Le Kuomintang obtient tout de même le plus grand nombre de sièges dans les conseils municipaux.

### Retour du PDP (depuis 2016)
Tsai Ing-wen (1956-), la candidate présidentielle du Parti démocrate progressiste, remporte deux élections en 2016 et en 2020.

## Galerie de responsables politiques récents
Président(e)s de la république de Chine (Taïwan).

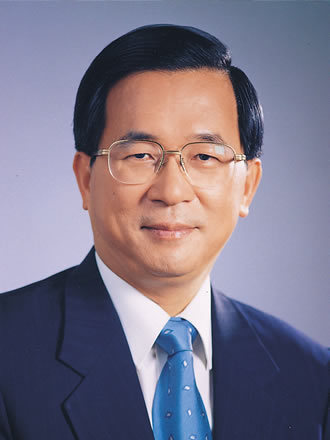
Chen Shui-bian 2000-2008
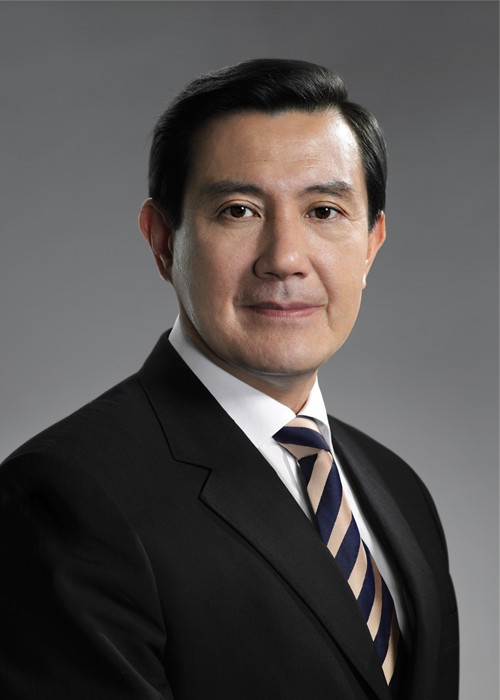
Ma Ying-jeou 2008-2016
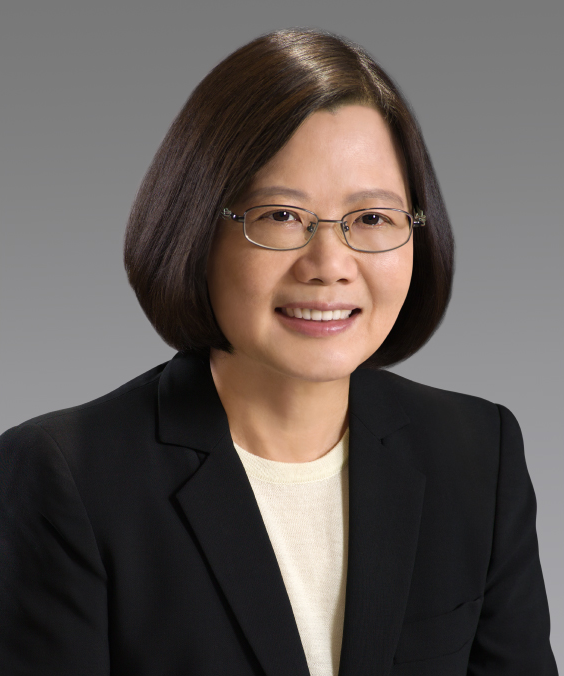
Tsai Ing-wen 2016-2024
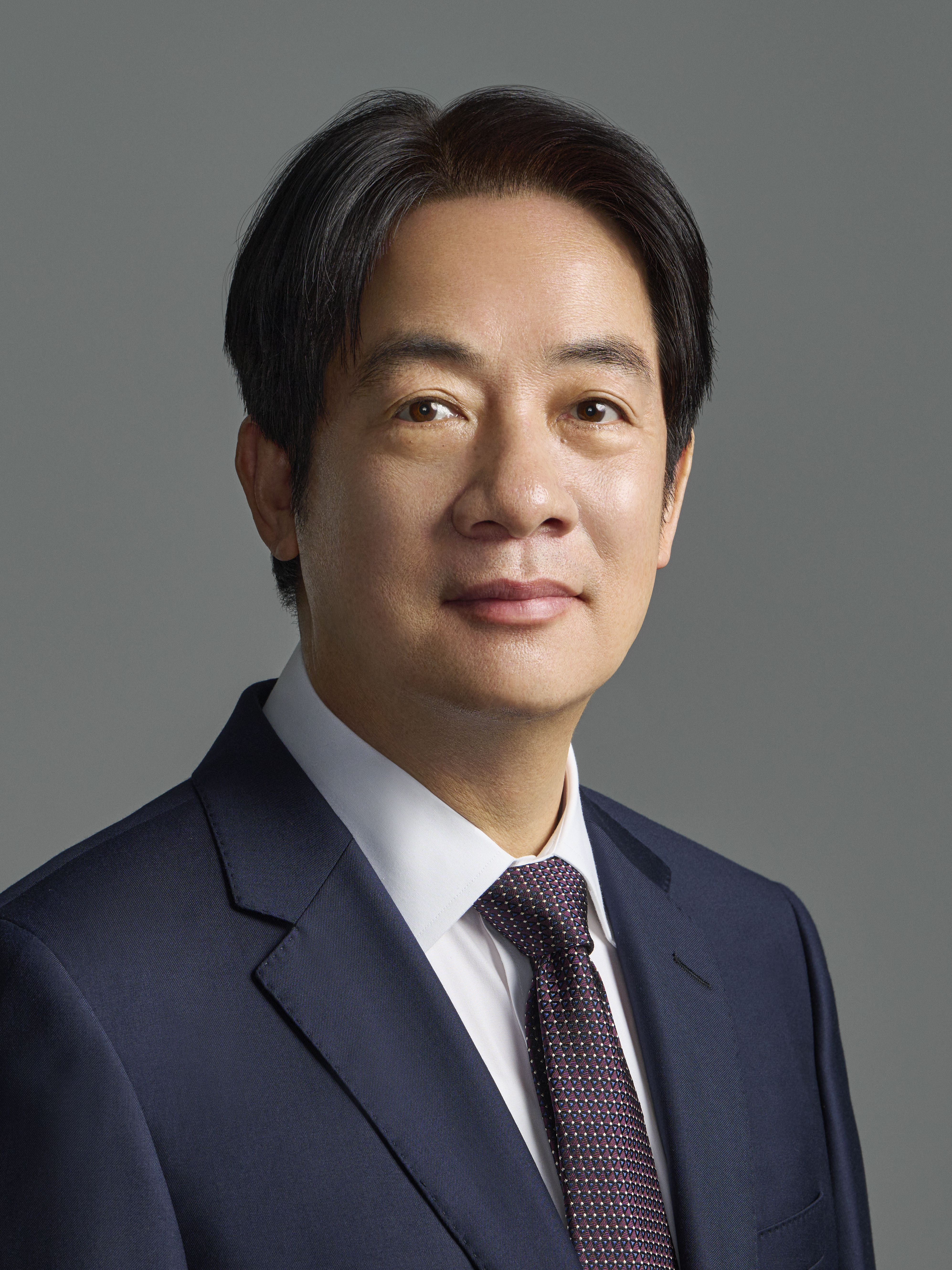
Lai Ching-te 2024-présent (Premier ministre : 2017-2019)

Premiers ministres de la république de Chine

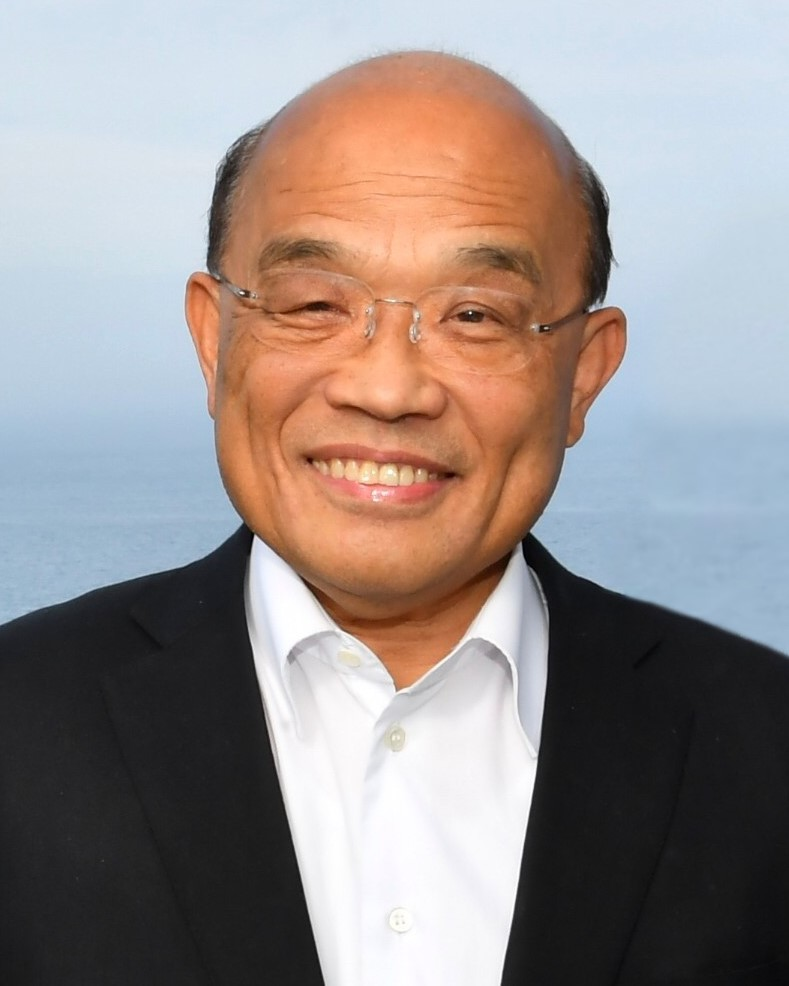
Su Tseng-chang 2006-2007 2019-2023
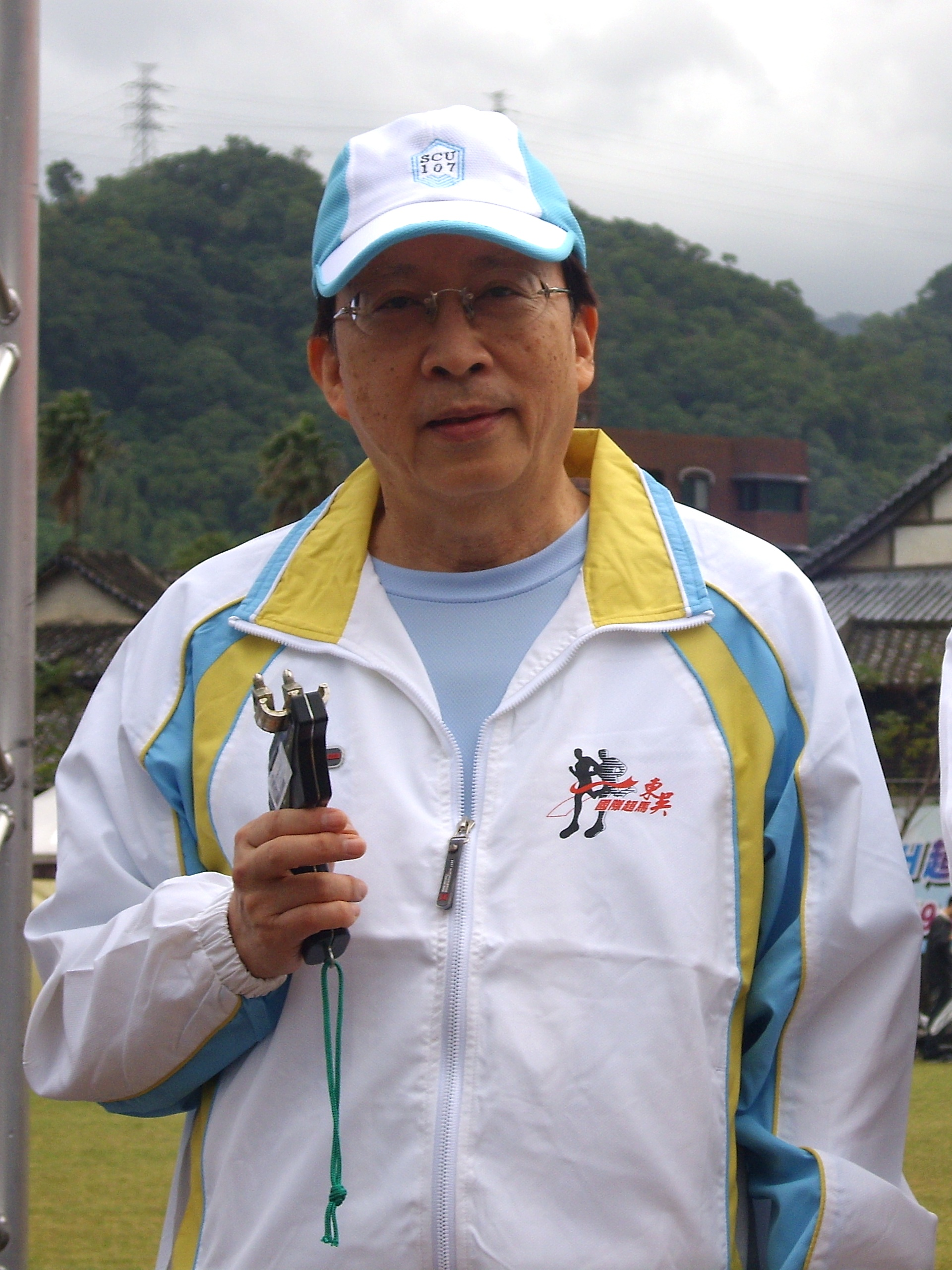
Liu Chao-shiuan 2008-2009
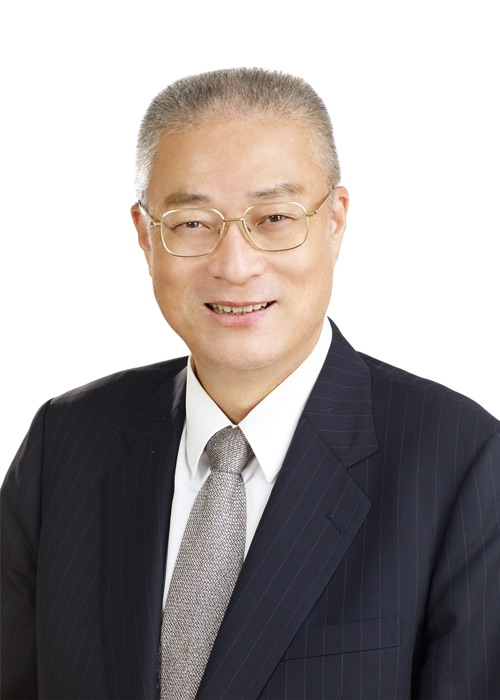
Wu Den-yih 2009-2012
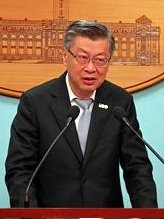
Sean Chen 2012-2013
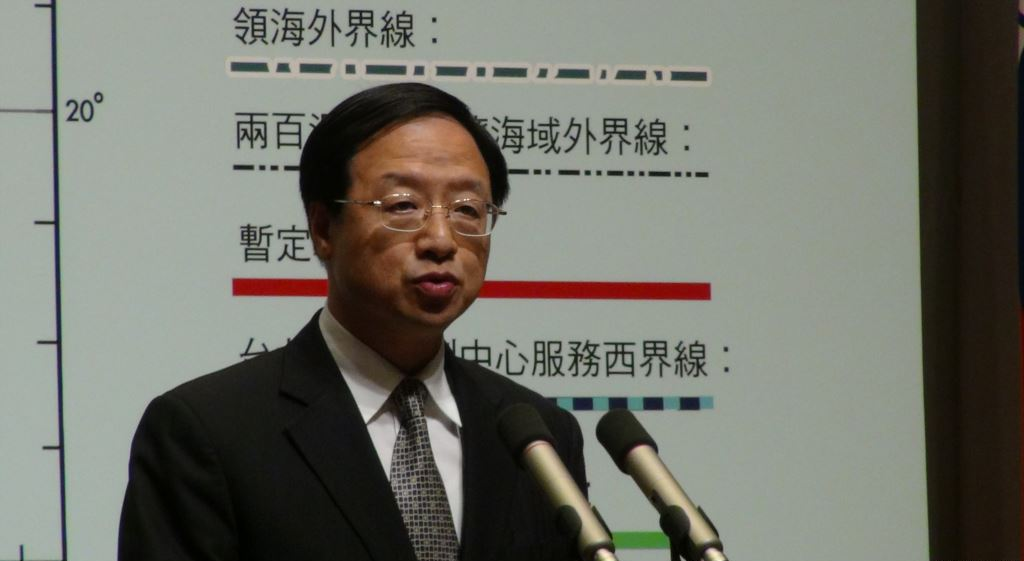
Jiang Yi-huah 2013-2014
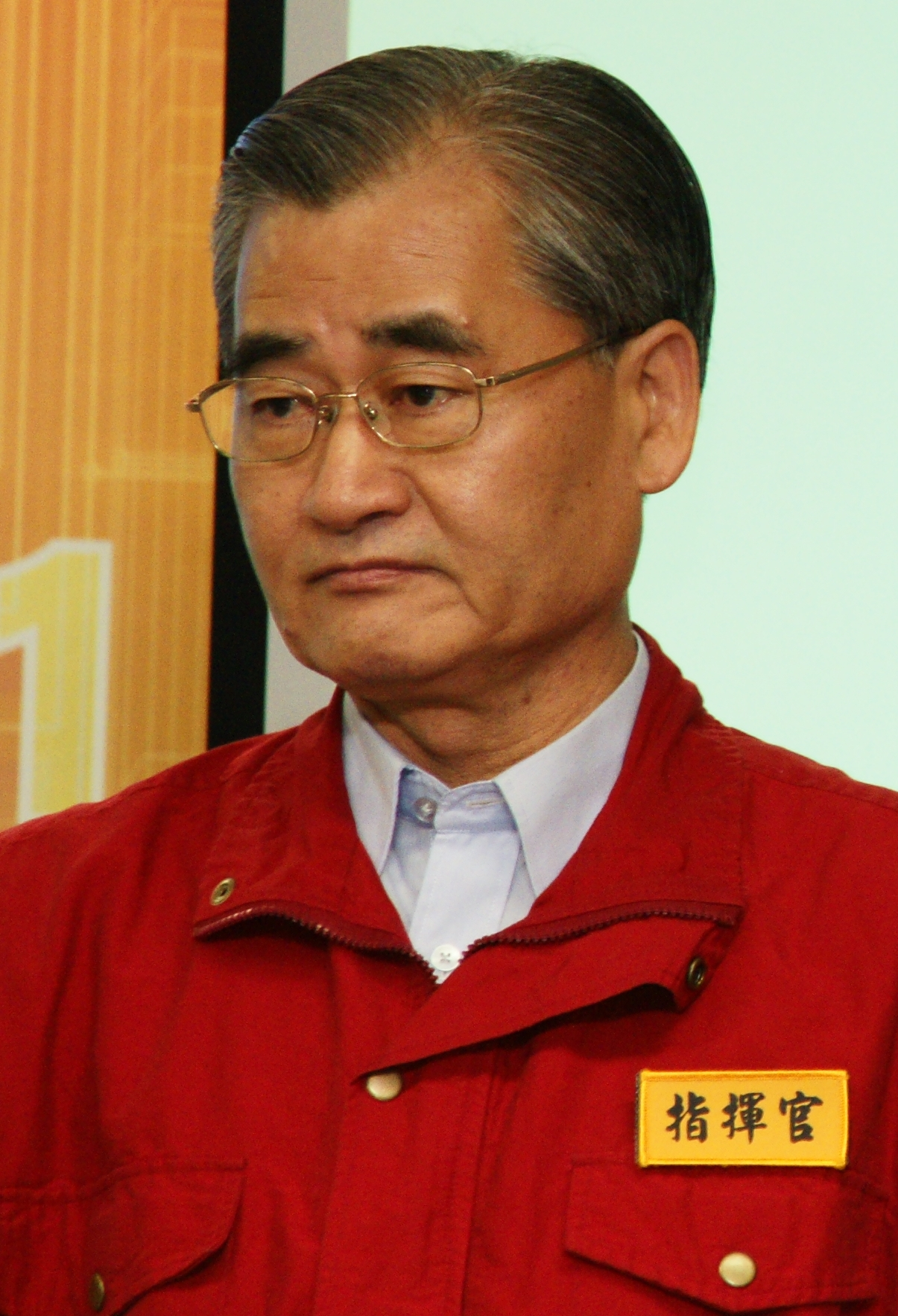
Mao Chi-kuo 2014-2016
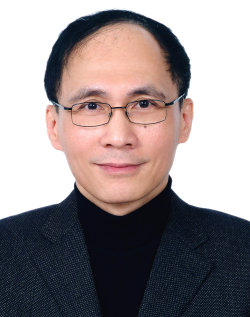
Lin Chuan 2016-2017
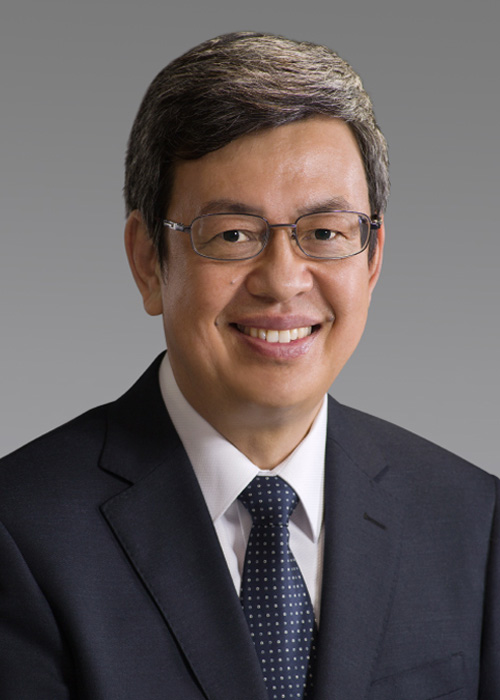
Chen Chien-jen 2023-2024
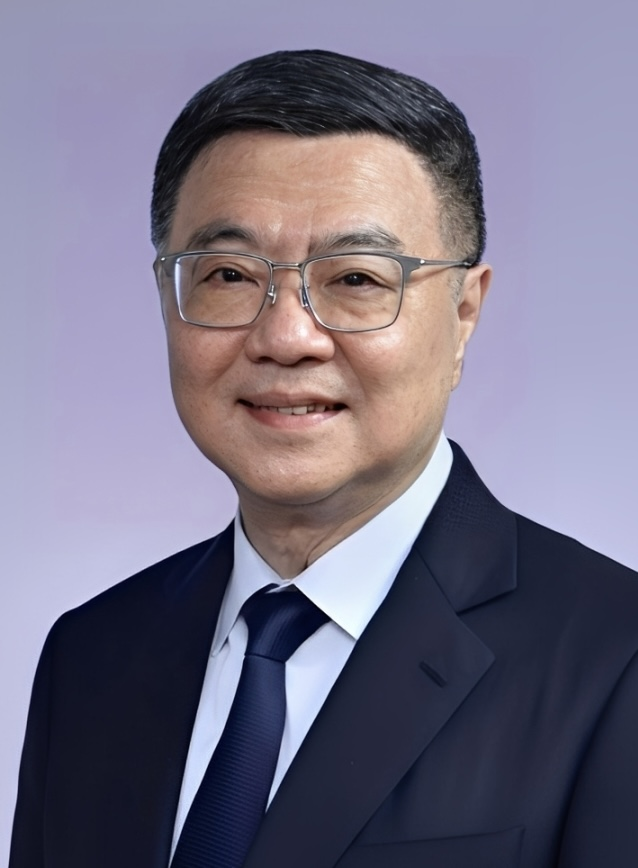
Cho Jung-tai 2024-présent